# Thuin
Thuin (prononcé [tɥɛ̃] ou [twɛ̃]; en wallon Twin) est une ville francophone de Belgique située en Région wallonne, chef-lieu d'arrondissement en province de Hainaut, au cœur de la Thudinie et au confluent de la Sambre et de la Biesmelle. Elle jouxte les communes de Beaumont, Fontaine-l'Évêque, Ham-sur-Heure-Nalinnes, Lobbes, Merbes-le-Château, Montigny-le-Tilleul et Walcourt.
La commune est une capitale de la batellerie puisque bon nombre de propriétaires de péniches en sont originaires et qu'ils choisissent ce lieu de séjour quand sonne l'heure de la retraite. Son beffroi figure au patrimoine mondial de l'UNESCO. C'est également sur le territoire de l'entité, à Gozée, que se situent les vestiges de l'abbaye d'Aulne. La ville est aussi célèbre pour sa marche dédiée à saint Roch.

## Toponymie
La première attestation de ce toponyme remonte à 868 sous la forme in Tudinio (polyptyque de l'abbaye de Lobbes). Il est formé d'un anthroponyme, Tudo, Theodo (issu du germanique commun *theud « peuple ») ou peut-être Tutus (cognomen latin), et du suffixe -inium et signifie donc « propriété de Tudo, Theodo ou Tutus ».

## Géographie

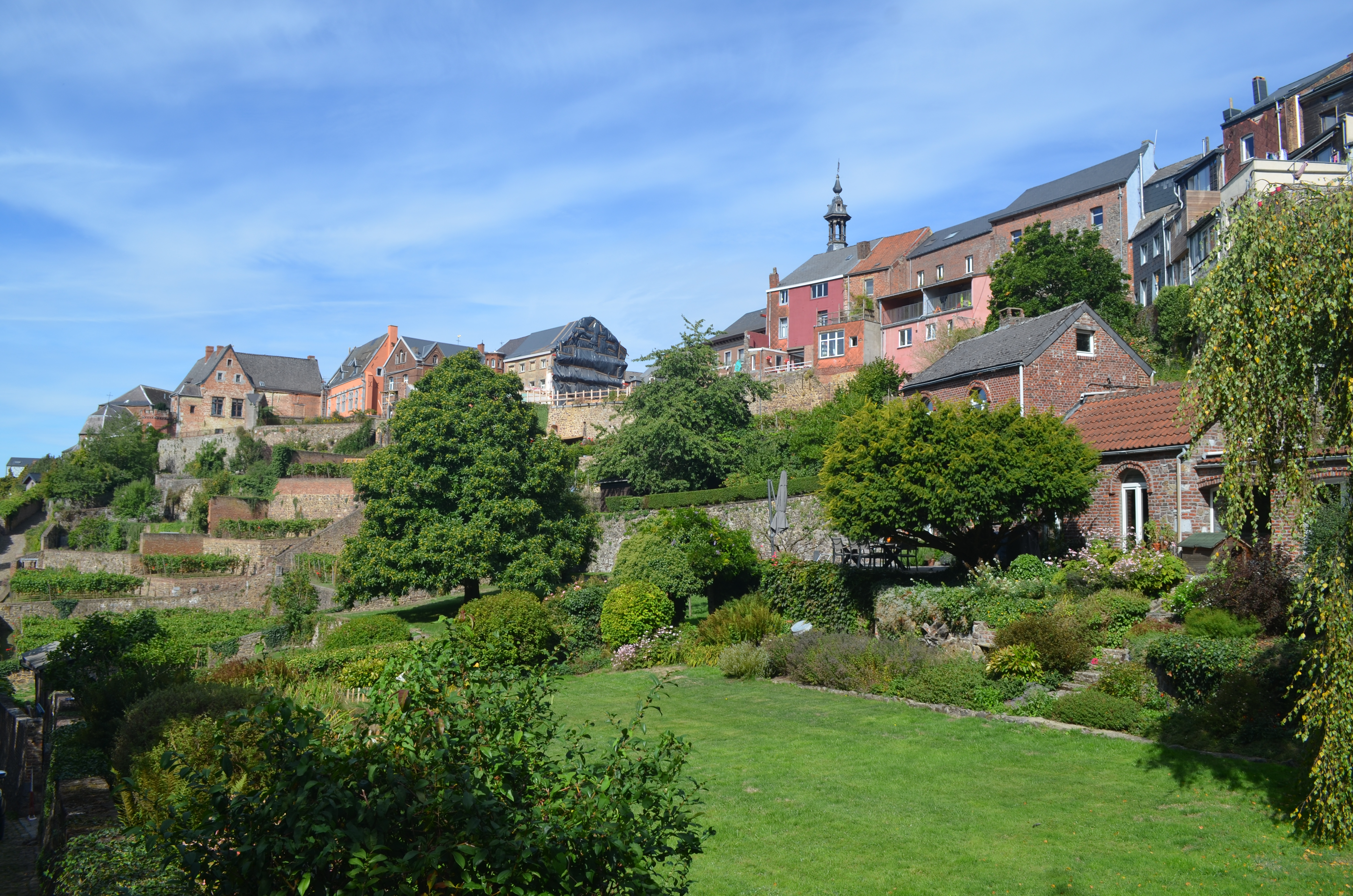
Les jardins suspendus et la vieille ville.

### Situation
Capitale de la Thudinie, Thuin surplombe le cours de la Sambre et de son affluent la Biesmelle qui ont creusé de profondes vallées. Pour cette raison, l'altitude s'élève de 103 m (à l'abbaye d'Aulne) à 215 m (sur le plateau de Gozée). Thuin se trouve à la limite de la région limoneuse hennuyère (à l'ouest) et du Condroz (à l'est).

### Sections de commune
| # | Nom               | Superf. (km²) | Habitants (2020) | Habitants par km² | Code INS |
| - | ----------------- | ------------- | ---------------- | ----------------- | -------- |
| 1 | Thuin             | 15,51         | 5.914            | 381               | 56078A   |
| 2 | Gozée             | 18,81         | 4.108            | 218               | 56078B   |
| 3 | Biesme-sous-Thuin | 4,64          | 565              | 122               | 56078C   |
| 4 | Thuillies         | 14,23         | 1.979            | 139               | 56078D   |
| 5 | Donstiennes       | 4,55          | 227              | 50                | 56078E   |
| 6 | Ragnies           | 13,47         | 437              | 32                | 56078F   |
| 7 | Leers-et-Fosteau  | 2,01          | 374              | 186               | 56078G   |
| 8 | Biercée           | 3,46          | 1.098            | 317               | 56078H   |

### Communes limitrophes
|                          | Lobbes Fontaine-l'Évêque Montigny-le-Tilleul |                        |
| Lobbes Merbes-le-Château | Thuin                                        | Ham-sur-Heure-Nalinnes |
|                          | Beaumont Walcourt                            |                        |

### Topographie
Au niveau de sa géologie, la ville de Thuin est implantée sur les hauteurs de la vallée de la Sambre et de la Biesmelle sur des couches de grès, de siltites, de shales et de poudingues. Dans les fonds de vallée, le sous-sol est constitué d'alluvions. Plus au sud vers Ragnies et Thuillies, on rencontre des bancs de calcaire orientés d'ouest en est. Les grès quartzitiques ont été jadis intensivement exploités pour la construction dans des carrières situées en rive gauche de la Sambre, au nord de Thuin.
De Thuin à Biesme-sous-Thuin s'étend une zone mêlant prairies et bois, traversée par la Biesmelle, un affluent de la Sambre qui serpente du nord-est au sud-est, avec des ramifications de ses affluents. Au nord, là où les forêts ont été défrichées pour permettre l'installation humaine jusqu'à la Sambre, s'étend une zone bocagère composée de petites parcelles entourant de modestes fermes. Le coteau des Waibes, quant à lui, est particulièrement favorable aux arbres fruitiers.

### Morphologie urbaine

#### Quartiers
- Ville haute.
- Ville basse.
- Le Berceau.
- Les Waibes, sont d'anciens bois défrichés où vaigement, sous l'ancien régime, les troupeaux thudiniens, la herde communal[7]. « Waibes » signifiant prés marécageux[6].
- La Demi-Lune.

#### Hameaux
- Le Néspériat.
- Hauts de Sambre.
- Le Parnasse.
- Saint-Jean.
- L'Alouette.
- Les Hauts Trieux.
- Les Marwèles ou les Maroëlles.
- Ermitage.
- Hourpes.

#### Lieux-dits
- Stoupré.
- Forestaille.
- Le Gibet.
- Petit Courant.
- La Celle.
- La Maladrie.

### Bois
- Bois des Waibes.
- Bois de Biesme.
- Bois de Reumont.
- Bois de la Frégenne.
- Bois Jean Bonival.
- Bois de Fontaine.
- Bois de Lobbes.
- Bois du Grand Bon Dieu. Reconnu comme site de grand intérêt biologique et une partie du site est classé pour sa valeur historique et naturelle. Il est intégré dans la zone verte protégée (Natura 2000) correspondant à la vallée de la Biesmelle qui s'étend de Thuin à Thuillies[8].

## Démographie
Elle comptait, au 1er février 2024, 14 853 habitants (7 246 hommes et 7 607 femmes), soit une densité de 194,13 habitants/km² pour une superficie de 76,65 km².

### Démographie: Avant la fusion des communes
- Source: DGS recensements population

### Démographie: Commune fusionnée
En tenant compte des anciennes communes entraînées dans la fusion de communes de 1977, on peut dresser l'évolution suivante :
Les chiffres des années 1831 à 1970 tiennent compte des chiffres des anciennes communes fusionnées.
- Source: DGS , de 1831 à 1981=recensements population; à partir de 1990 = nombre d'habitants chaque 1 janvier[10]

## Histoire

### Préhistoire
De nombreuses traces d'occupations préhistoriques sont présentes dans la commune et aux environs.
Environ 300 outils en silex et plusieurs centaines d’éclats ont été récoltés lors des campagnes de fouilles de l'Université libre de Bruxelles (ULB) en 2018 et en 2019. « Ces objets se rattachent tous à une époque bien précise du néolithique appelée le « Michelsberg » (4300/4200 à 3700/3600e siècle av. J.-C.). Il s’agit principalement de haches et d’herminettes polies, de grandes lames retouchées, de percuteurs, d’armatures de flèches, de tranchets et de grattoirs.
Dans les années 1980, le site avait déjà livré un trésor, notamment en statères, des pièces de monnaie gauloise en or, qui datent du premier siècle avant notre ère. Les statères en électrum (50% d'or, argent et cuivre), datant plus exactement de -57 à -51 av. J.C., se composent de 70 pièces (frappées au marteau) et correspondent pour la plupart à un type de pièce gauloise bien connu dit « à l’epsilon »,.
Le territoire communal abrite notamment dans le bois du Grand Bon Dieu les restes d'un retranchement préhistorique qui a été réutilisé au Moyen-Âge. Le lieu aurait été l'oppidum de la tribu des Aduatuques.

### Moyen Âge
Le site de Thuin, probablement abandonné, semble avoir été repris par les moines de Lobbes, qui y ont construit une forteresse refuge. Son nom réapparaît quelques siècles plus tard, notamment dans l'inventaire des biens et domaines de la célèbre abbaye bénédictine de Lobbes. Dans ce « polyptyque » dressé par Jean, évêque de Cambrai en 868-869 sur ordre du roi Lothaire II, on retrouve un ancien castellum (château) à Thuin ainsi que des exploitations agricoles à Biercée, Biesme-sous-Thuin, Donstienne, Gozée, Leers-et-Fosteau et Thuillies. C'est dans ce « Thudiniacum castrum » (840) ou « Thudinium castellum » (868) que les moines de Lobbes se réfugièrent pour échapper aux invasions normandes (866). En 881, les Normands attaquent la forteresse de Thuin, qui résiste, tandis qu'Aulne est détruit. En 955, les Huns, incapables de s'emparer du château de Thuin, s'en prennent directement à l'abbaye de Lobbes, où les moines opposent une résistance héroïque. Retranchés dans l'église supérieure, ils doivent leur salut à une pluie torrentielle miraculeuse qui embourbe les assaillants. Au Xe siècle, l'abbaye de Lobbes est cédée à l'évêché de Liège, qui devient une principauté ecclésiastique. Thuin devient alors une terre liégeoise. Le prince-évêque Notger renforce l'éperon central pour en faire une place forte redoutable, la plus occidentale de sa principauté, défiant ainsi les comtes de Hainaut voisins, attirés par le lieu. De cette première enceinte, il reste la base d'une tour d'angle, appelée « Tour Notger ». En 1053, le comte de Hainaut, Baudouin d'Hasnon, s'empare de la ville, la pille et l'incendie.
Au fil des siècles, la citadelle thudinienne renforça ses fortifications et fut rarement attaquée directement. À plusieurs reprises, des troupes dévastèrent la région en s'en prenant aux villages voisins, qu'elles pillèrent et incendièrent, tout en évitant soigneusement d'attaquer la ville et son château fort. Vers le milieu du XIIIe siècle, des pièces d'artillerie appelées « bouches à feu » firent leur apparition à divers endroits des remparts.
En 1408, après la défaite des milices liégeoises face au Comte de Hainaut lors de la bataille d'Othée, les murailles de défense de Thuin doivent être « abattues et arasées ». Les Binchois, fidèles alliés du Comte de Hainaut, en profitent pour réclamer et obtenir les bouches à feu ainsi que la « Bancloque », la cloche communale suspendue dans le beffroi, lequel doit également être détruit avec les fortifications. La mort de Charles le Téméraire en 1477, suivie de celle de sa fille Marie de Bourgogne en 1482, met fin aux ambitions de la maison de Bourgogne d'annexer la Principauté liégeoise. Cette période de répit favorise un essor économique et urbain à Thuin. Le château fort, construit à l'époque de Notger et détruit en 1466, ne sera jamais reconstruit. 

### Temps modernes

Plan de Thuin au XVIIe siècle. La présence de l'église paroissiale Notre-Dame des Carmes de 1670 permet de dater la carte du dernier tiers du siècle.

En 1654, les troupes espagnoles, sous les ordres du prince de Condé, entreprennent le siège de la ville mais sans pouvoir concrétiser. Le Spantôle, ancienne pièce à feu en fer forgé qui trône dans la ville et qui a donné son nom à une spécialité pâtissière, aurait été capturé à cette occasion, mais l'objet est bien plus ancien.
Face à la menace, les habitants de Thuin s'organisent pour défendre leur ville. Le 30 décembre 1653, l'ennemi venant de l'est installe son artillerie sur les Trieux. Réagissant rapidement, les défenseurs thudiniens tirent avec leurs canons et mousquets. Pendant plusieurs jours, les assaillants bombardent, creusent des tunnels et placent des mines sous les remparts. Les Thudiniens ripostent, réparent les brèches et fabriquent poudre et balles. Le 14 janvier, ils mènent une audacieuse sortie dans les lignes ennemies, provoquant chaos et pertes. Déstabilisé, l'ennemi lève le siège après 15 jours, laissant 400 morts sur le terrain. Les Thudiniens, eux, comptent 12 morts et 45 blessés.
Depuis cette victoire de 1654,  se déroule chaque année, le troisième dimanche de mai, une procession qui a pris plutôt l'allure d'une marche militaire en l'honneur de saint Roch. Parmi tous les uniformes portés par les participants, ce sont les uniformes des soldats du Premier Empire qui ont la faveur des marcheurs et du public. Cette marche de Saint-Roch fait partie des quinze marches de l'Entre-Sambre-et-Meuse qui ont été reconnues en décembre 2012 comme chef-d'œuvre du patrimoine oral et immatériel de l'humanité par l'UNESCO.
En 1675, les troupes françaises occupent la ville jusqu'à la paix de Nimègue (1678).
C'est au cours de la période des XVIe, XVIIe – XVIIIe siècles, que la ville connut son âge d'or puisque c'est à ce moment que sont construits les édifices qui constituent la majeure partie du patrimoine architectural de la ville (ancien hôtel des postes, beffroi, maison espagnole, église Notre-Dame-du-Mont-Carmel, ancien couvent des oratoriens, extension de l'abbaye d'Aulne…).
Entre 1716 et 1746, les Thudiniens se rebellent contre l'autorité du prince-évêque. L'hiver 1788-1789 est particulièrement rigoureux et prolongé, avec la Sambre et la Meuse gelées durant trois mois. Le printemps qui suit n'apporte guère d'amélioration, les intempéries perturbant les cultures. Les denrées alimentaires deviennent rares, ce qui provoque une hausse des prix.
En 1792, la France déclare la guerre à l'Autriche, ce qui pousse l'Empire à déployer des troupes le long de la frontière française. Cette situation entraîne le retour de la Principauté de Liège dans l'Empire germanique jusqu'en 1794. Durant cette période, la région est traversée par des patrouilles autrichiennes et prussiennes prêtes à affronter les armées révolutionnaires françaises qui se regroupent dans le nord de la France.
Le 20 janvier 1793, l'Assemblée liégeoise décide du rattachement à la France. Le 17 février de la même année, des partisans thudiniens favorables à cette union organisent un référendum avec un résultat étonnant : 693 voix pour sur 693 votants, bien que Thuin comptait environ 2 000 habitants. Seuls les hommes adultes étaient autorisés à voter. Les Autrichiens, retranchés dans les fortifications, abandonnent leur position sous les assauts de l'armée révolutionnaire qui, au prix de plusieurs centaines de morts, prend le contrôle de Thuin. Les soldats et officiers pillent la ville, avec le soutien des habitants favorables aux idées nouvelles.
Le 12 mai 1792, les Français lancent une attaque sur Fontaine-l'Evêque. Sur le plateau d'Anderlues, ils sont stoppés par les Autrichiens dans un violent combat à la baïonnette. Le lendemain, les Autrichiens et les Hollandais contre-attaquent, forçant les armées révolutionnaires à franchir à nouveau la Sambre.
Le 14 mai, les Français, accompagnés de patriotes thudiniens, incendient les abbayes de Lobbes et d'Aulne. Archives, livres anciens et précieux sont détruits. Les Français s'impatientent, et la population thudinienne subit les conséquences de leur mauvaise humeur. Le commandant de la ville demande à la population de porter la cocarde tricolore sur leur coiffure. L'église de la ville basse est transformée en magasin militaire, tandis que celle de la ville haute est saccagée. Les cloches du beffroi sont emportées pour être fondues en pièces d'artillerie.
Le 10 mai 1794, les troupes françaises du général Marceau s'emparent de la ville.

### Époque contemporaine
Au début du XIXe siècle, le maire de Thuin, désireux de « moderniser » la ville en effaçant son passé, fait détruire plusieurs vestiges impressionnants de l'ancienne forteresse. Ainsi disparaissent la collégiale Saint-Théodard, accolée au beffroi et démolie en 1811 pour créer une place à danser, les tours de la porte Notre-Dame, ainsi que le châtelet d'entrée de la porte de Charleroi, autrefois appelée porte du Bourreau en raison des condamnés qui y passaient en route vers la potence du Gibet. Le collège des Oratoriens est transformé en collège impérial.
Le 2 février 1814, les derniers soldats français quittèrent Thuin. Le lendemain matin, un corps de cosaques russes envahit la cité. Pendant environ huit jours, les troupes russes et leur charroi en route vers Maubeuge traversèrent la ville.
Un bataillon prussien prend garnison à Thuin, le 15 avril 1815. Les officiers et soldats sont hébergés chez les habitants, qui doivent également subvenir à leur alimentation. Ils établissent une position défensive sur le plateau de la Maladrerie pour surveiller la frontière française, qui à cette époque se situe au sud de Ragnies et de Biercée. Leers-et-Fosteau n'est devenu français que durant les 229 jours séparant les deux traités de Paris.
Le 20 juin 1815, l'armée prussienne reprend le contrôle de la Thudinie et installe son troisième corps à Thuin, où la population est de nouveau soumise à de sévères réquisitions pour entretenir la garnison.
En 1826, le premier haut fourneau d'Europe continentale est construit à l'usine sidérurgique de Hourpes, sous la supervision de l'ingénieur anglais Thomas Bonehill, engagé par le roi Guillaume 1er.
En 1866, une épidémie de choléra frappe Thuin et sa région. Le conseil communal adopte un règlement incitant la population à respecter diverses mesures d'hygiène. La potabilité de l'eau devient un problème majeur, et le culte à saint Roch connaît un regain de ferveur.
En 1896, Victor Vilain est élu bourgmestre. Admiratif de Thuin et de sa région, il ambitionne d'en faire un lieu de villégiature haut de gamme. Il initie cette vision avec l'ouverture d'un casino dans la Grand'rue, qui acquiert rapidement une réputation internationale. Cafés, restaurants et hôtels prospèrent, tandis que les bourgeois accueillent les visiteurs. La ville s'anime grâce à « Thuin-Attractions » avec des concerts, corsos fleuris, fêtes vénitiennes sur la Sambre, concours hippiques, et bien d'autres événements. Thuin connaît alors des années d'euphorie. Cependant, en 1904, une loi interdisant les jeux de hasard en Belgique force la fermeture du casino. Plus tard, Spa et Ostende obtiennent de nouvelles licences d'exploitation, mais malgré les démarches du conseil communal auprès des Chambres législatives, Thuin ne parvient pas à en obtenir.
De très violents combats s'y sont déroulés le 23 août 1914 (bataille de Charleroi), plus particulièrement à Gozée et à Biesme-sous-Thuin, lorsque la 5e armée française faillit se faire encercler par les Ire, IIe et IIIe armées allemandes.
Les régiments français qui, le 23 août 1914, ont combattu sur le territoire de la commune sont le 12e RI (Tarbes), le 18e RI (Pau), le 34e RI (Mont-de-Marsan), le 49e RI (Bayonne) et le 144e RI (Bordeaux).
Toutes ces unités faisaient partie du 18e Corps d'Armée (Bordeaux) qui constituait le flanc gauche de la 5e armée française et était placé sous les ordres du général de Mas-Latrie.
Devant l'ampleur des pertes françaises — 983 soldats et officiers du seul 49e RI ont perdu la vie ce jour-là à Thuin —, le chef de la 5e armée, le général Lanrezac prit l'initiative — en désobéissant au généralissime Joffre — de faire reculer ses troupes. Cette désobéissance lui permit de sauver l'essentiel de ses forces et fut, de ce fait, l'une des raisons de la victoire de la Marne qui eut lieu quelques semaines plus tard.
Lors de la Seconde Guerre mondiale, Thuin a été bombardé le 14 mai 1940 ainsi que les jours suivants, ce qui a entraîné un exode d'une très large partie de la population vers la France. Les Allemands entreront dans une ville presque déserte le 17 mai. Thuin est libérée par l'armée américaine le 3 septembre 1944.
En 1969, un nouveau pont en forme de « S » a été construit sur la Sambre et inauguré en 1970, après trois années de travaux.
En 1977, Thuin est fusionnée avec Biercée, Biesme-sous-Thuin, Donstiennes, Gozée, Leers-et-Fosteau, Rangnies et Thuillies, à la suite de la loi des fusions des communes.

## Armoiries
|  | Blason de Thuin depuis la fusion des communes. Ce blason reprend le motif du plus ancien sceau connu de la ville. Blasonnement : d'azur au château-fort d'argent accosté de deux écussons du même au lion couronné de sable, celui de dextre contourné. - Délibération communale : 16 octobre 1979 - Arrêté de l'exécutif de la communauté : 27 août 1984 |
|  | Armes de Thuin entre 1883 et la fusion des communes. Blasonnement : D’azur semé de billettes d’argent au lion d’argent armé et lampassé de gueules brochant sur le tout. DC 20 mai 1882 - AR 1 mars 1883 - MB 10 avril 1883 |
|  | Après l'indépendance de la Belgique, un Arrêté royal confirme les armes accordées à la ville le 6 décembre 1820 par le Conseil suprême de la Noblesse des Pays-Bas. Blasonnement : D’azur, à un lion d’or, armé et lampassé de même, l'écu timbré d'une couronne d'or. DC 10 mai 1837 - AR 7 avril 1838                                                   |
|  | Drapeau de la Ville de Thuin. Parti de bleu et blanc, la laize bleue chargée de 3 merlettes blanches rangées à sa partie supérieure. DC 2 février 1993 - AE 26 octobre 1993 |

### Logotype

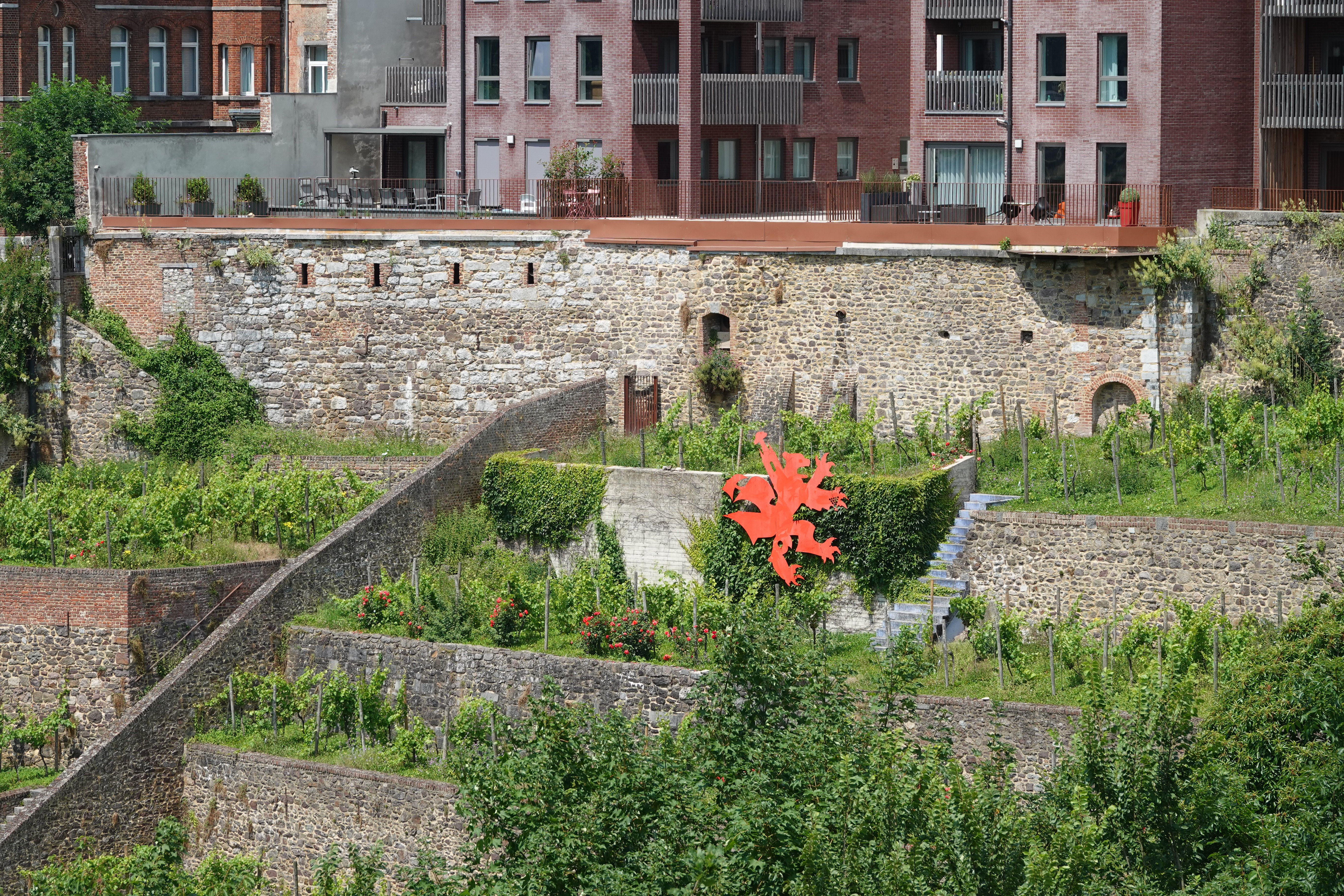
L'œuvre « Silvardo », située dans les jardins suspendus qui est le logotype utilisé par la ville.

Inspiré de l'œuvre Silvardo de Jérôme Constant, qui représente un lion en tant que motif principal des armoiries de la ville, la sculpture intègre un trou dans la patte symbolisant la blessure de Saint-Roch. La couleur rouge, quant à elle, évoque le vin et fait référence au costume des zouaves.

## Politique

### Liste des bourgmestres depuis 1814
Les bourgmestres et coalitions qui ont dirigé Thuin :

#### Avant lafusion des communes
Sous le régime français et le royaume uni des Pays-Bas :
- 1814-1818 : Albert Gérard Martin ;
- 1818-1830 : Albert Gérard Martin ;

Depuis l'indépendance belge :
- 1830-1844 :    Georges-Louis Liégeois (Parti catholique) ;
- 1844-1845 :    Alphonse Augustin Liégeois (Parti catholique) ;
- 1845-1852 :    Auguste Maillard (Parti catholique) ;
- 1852-1878 : Omer Ladeuze (Parti libéral) ;
- 1878-1895 : Jean-Baptiste t'Serstevens (Parti libéral) ;
- 1895-1921 : Victor Vilain (Parti libéral) ;
- 1921-1946 : Paul Gendebien (Parti catholique) ;
- 1946-1952 : Charles Gendebien (PSC) ;
- 1952-1959 : Martial Bourgeois (cartel libéraux-socialistes) ;
- 1959-1964 : Marc Dagnelies (cartel libéraux-socialistes) ;
- 1964-1970 : Charles Gendebien (PSC) ;
- 1970-1976 : Julien Brochard (PSB).

#### Depuis la fusion des communes
- 1976-1982 : Pierre Trogh (GCA -PSC).
- 1982-1988 : Julien Brochard (PS).
- 1988-1994 : Daniel Ducarme (PRL-PSC [cartel Mieux]).
- 1994-2000 : Daniel Ducarme (PRL-PSC [cartel Mieux], puis renversement d'alliance avec majorité PRL-PS).
- 2000-2006 : Paul Furlan (PS-MR [cartel Com.une]).
- 2006-2009 : Paul Furlan (PS-MR).
- 2009-2012 : Philippe Blanchart, bourgmestre faisant fonction (PS-MR).
- 2012- 2020 :  Paul Furlan (PS-MR-Intérêts Communaux, puis PS-Intérêts Communaux).
- 2020-2024 :  Marie-Ève Van Laethem (PS-MR-Intérêts Communaux, puis PS-Intérêts Communaux).
- Depuis 2024 : Rachel Sobry (MR - Intérêts Communaux).

### Résultats des élections depuis 1976 à aujourd'hui
| Résultats des élections de 1976 | Résultats des élections de 1976 | Résultats des élections de 1976 |
| ------------------------------- | ------------------------------- | ------------------------------- |
| Parti                           | Voix                            | Sièges                          |
| PS                              | 3 084 (39,7 %)                  | 9                               |
| GGA                             | 2 709 (34,9 %)                  | 8                               |
| PSC                             | 1 654 (21,3 %)                  | 4                               |
| IC76                            | 259 (3,3 %)                     | 0                               |

| Résultats des élections de 1982 | Résultats des élections de 1982 | Résultats des élections de 1982 |
| ------------------------------- | ------------------------------- | ------------------------------- |
| Parti                           | Voix                            | Sièges                          |
| PS                              | 3 710 (42,1 %)                  | 12                              |
| PRL                             | 2 202 (25,0 %)                  | 6                               |
| IC                              | 1 843 (20,9 %)                  | 5                               |
| UDPW                            | 544 (6,2 %)                     | 0                               |

| Résultats des élections de 1988 | Résultats des élections de 1988 | Résultats des élections de 1988 |
| ------------------------------- | ------------------------------- | ------------------------------- |
| Parti                           | Voix                            | Sièges                          |
| Mieux                           | 5 050 (55,0 %)                  | 13                              |
| PS                              | 3 456 (37,6 %)                  | 9                               |
| Écolo                           | 678 (7,4 %)                     | 1                               |

| Résultats des élections de 1994 | Résultats des élections de 1994 | Résultats des élections de 1994 |
| ------------------------------- | ------------------------------- | ------------------------------- |
| Parti                           | Voix                            | Sièges                          |
| Mieux                           | 4 623 (48,58 %)                 | 13                              |
| PS                              | 2 845 (29,9 %)                  | 8                               |
| Ici                             | 1 206 (12,67 %)                 | 2                               |
| Écolo                           | 565 (5,93 %)                    | 0                               |

| Résultats des élections de 2000 | Résultats des élections de 2000 | Résultats des élections de 2000 |
| ------------------------------- | ------------------------------- | ------------------------------- |
| Parti                           | Voix                            | Sièges                          |
| Com.une                         | 4 765 (52,19 %)                 | 14                              |
| PSC                             | 2 185 (23,93 %)                 | 5                               |
| Éco-Ici                         | 1 896 (20,76 %)                 | 4                               |
| Geste                           | 283 (3,1 %)                     | 0                               |

| Résultats des élections de 2006 | Résultats des élections de 2006 | Résultats des élections de 2006 |
| ------------------------------- | ------------------------------- | ------------------------------- |
| Parti                           | Voix                            | Sièges                          |
| PS                              | 5 351 (53,85 %)                 | 15                              |
| MR                              | 1 840 (18,52 %)                 | 4                               |
| CDH                             | 1 495 (15,04 %)                 | 3                               |
| Écolo                           | 905 (9,11 %)                    | 1                               |

| Résultats des élections de 2018 | Résultats des élections de 2018 | Résultats des élections de 2018 |
| ------------------------------- | ------------------------------- | ------------------------------- |
| Parti                           | Voix                            | Sièges                          |
| PS                              | 41,88 %                         | 12                              |
| MR                              | 21,27 %                         | 5                               |
| IC                              | 19,08 %                         | 4                               |
| Écolo                           | 9,9 %                           | 2                               |

| Résultats des élections de 2024 | Résultats des élections de 2024 | Résultats des élections de 2024 |
| ------------------------------- | ------------------------------- | ------------------------------- |
| Parti                           | Voix                            | Sièges                          |
| PS                              | 3 502 (37,11 %)                 | 10                              |
| MR                              | 3 057 (32,39 %)                 | 5                               |
| IC                              | 2 227 (23,60 %)                 | 4                               |
| Écolo                           | 453 (4,80 %)                    | 2                               |

### Conseil et collège communal 2024-2030
| Collège communal   |                     |                                    |
| ------------------ | ------------------- | ---------------------------------- |
| Bourgmestre        | Rachel Sobry        | MR-Bleus de Thuin                  |
| 1er Échevin        | Karine Cosyns       | Les Engagés - IC THUIN-LES ENGAGÉS |
| 2e Échevin         | Philippe Lannoo     | MR-Bleus de Thuin                  |
| 3e Échevin         | Véronique Thomas    | MR-Bleus de Thuin                  |
| 4e Échevin         | Grégory Tulpinck    | IC THUIN-LES ENGAGÉS               |
| 5e Échevine        | Marie-Claude Pireau | IC THUIN-LES ENGAGÉS               |
| Présidente du CPAS | Nathalie Roulet     | MR-Bleus de Thuin                  |

### Jumelages
La ville de Thuin est jumelée avec :
- Torgnon (Italie)
- Bletterans (France)

L'ancienne commune de Gozée est jumelée avec Chamboulive (France)

### Sécurité
Poste de Police, rue de Stoupré, service d'incendie de Thuin, rue de Biesme.

## Culture et patrimoine local

### Monuments et sites

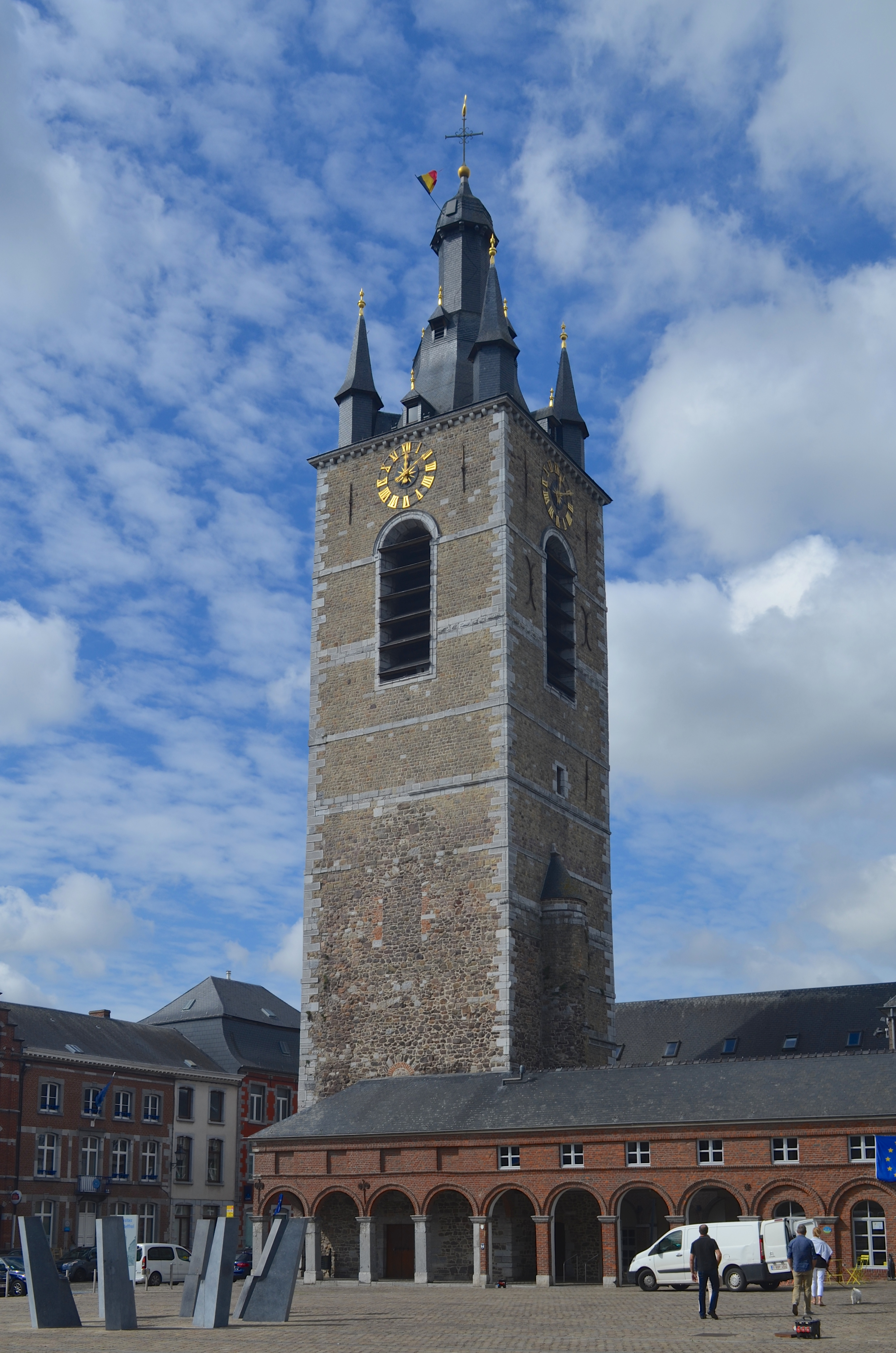
Le beffroi.

#### Thuin

##### Ville haute
- Le beffroi de Thuin. À l'emplacement d'un ancien beffroi effondré quelques décennies auparavant, le beffroi actuel, édifié dans la première moitié du XVIIe siècle, est un vestige de la collégiale des Saints-Lambert et Théodard, démolie en 1811[35]. Sur la face sud, les armoiries des bourgmestres de l'époque, accompagnées de leurs noms et de la date « P. TASSIER, N. DE BRUXELLE BOURGUEMRES. 1639 », surmontent les deux niches consacrées à saint Lambert et à saint Théodard, elles-mêmes ornées des inscriptions « DE-CANUS ET / CAPITULUM / ECCLESIAEA » et « COLLEGIATAE / THUDINIENSIS / AN° 1639 »[36]. Le beffroi, culminant à 60 mètres de hauteur, est surmonté d'une flèche campaniforme entourée de quatre clochetons polygonaux. Après avoir été détruit par une tempête en 1662, il a été restauré et a subi d'importantes réparations au milieu du XVIIIe siècle[35]. Le beffroi, dont les origines remontent au Moyen Âge, est construit à l'époque du plus grand essor de la ville. Il figure, depuis 1999, au patrimoine mondial de l'UNESCO. Le beffroi a été entièrement restauré au début des années 2000[35]’[37]’[38]. En 1997, des fouilles ont révélé les fondations d'une église romane datant du XIIe siècle, dont le chœur gothique a été ajouté au XVIe siècle[39].

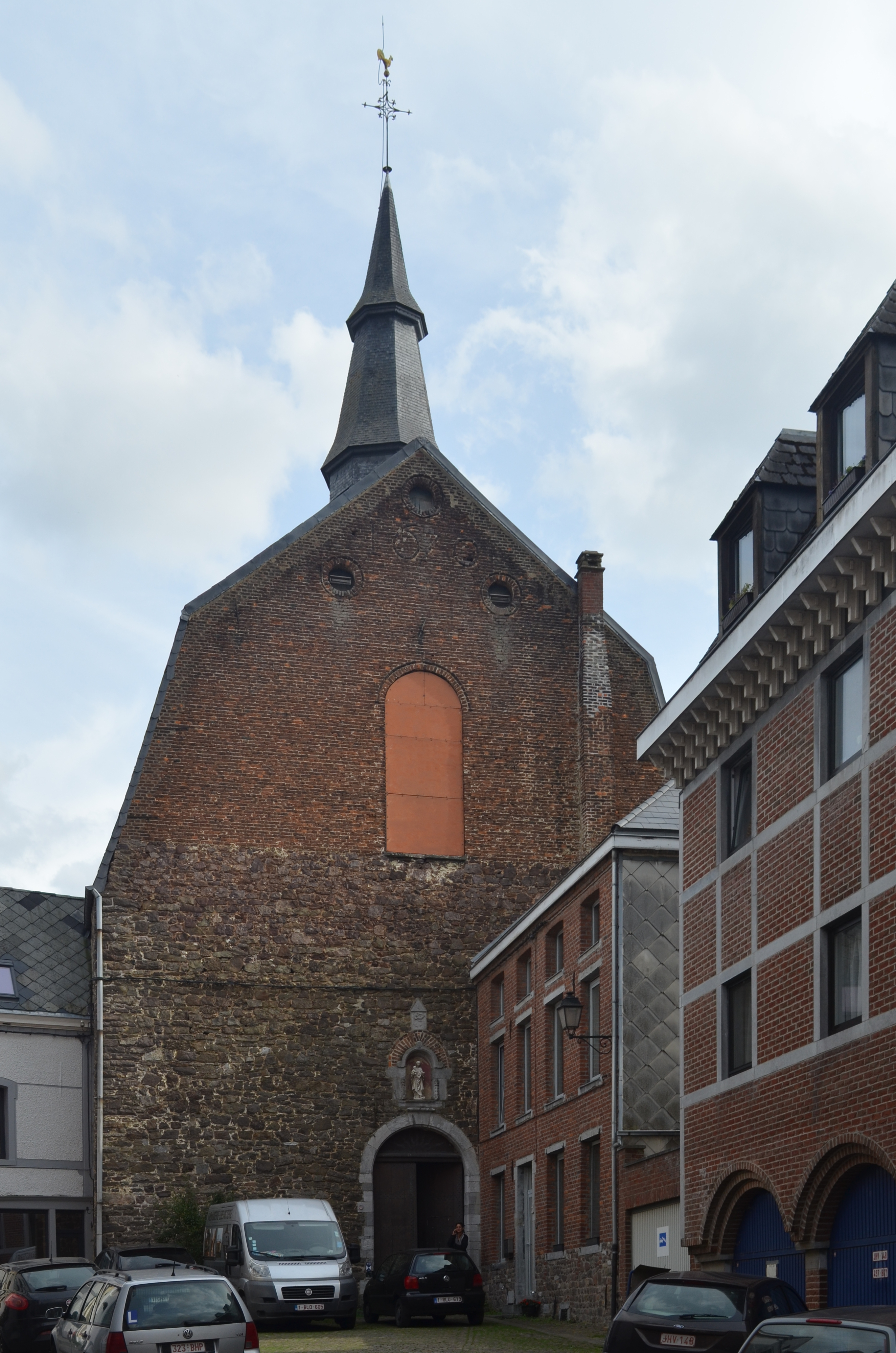
Église Notre-Dame des Carmes (désacralisée).

- Église Notre-Dame des Carmes (désacralisée[40]).Un monument aux morts érigé contre le mur du beffroi est inauguré par le roi Albert 1er[41]. Ce monument, installé en 1919, représente les 25 Thudiniens morts pour la patrie qui y sont inscrits.
- Hôtel des Postes. Ancien refuge de l'abbaye de Lobbes, datant de 1552, comme l'indiquent les ancres visibles sur la façade ouest du bâtiment, reprises au pignon lors de la restauration par l'architecte Van Houcke en 1889. Mis en vente publique en 1795, il a ensuite servi de caserne de gendarmerie et d'école communale avant d'accueillir les PTT[42].
- Hôtel de ville. Ancienne résidence de la famille Gendebien, il a été construit au XVIe siècle, modifié au XIXe siècle, puis restauré en 2008 avec des ajouts modernes mais discrets pour accueillir l'hôtel de ville. L'ancien parc du refuge de l'abbaye d'Aulne, situé derrière les bâtiments, a été classé comme site et renommé « parc de l'hôtel de ville »[43].La maison espagnole, classée en 1972[44].

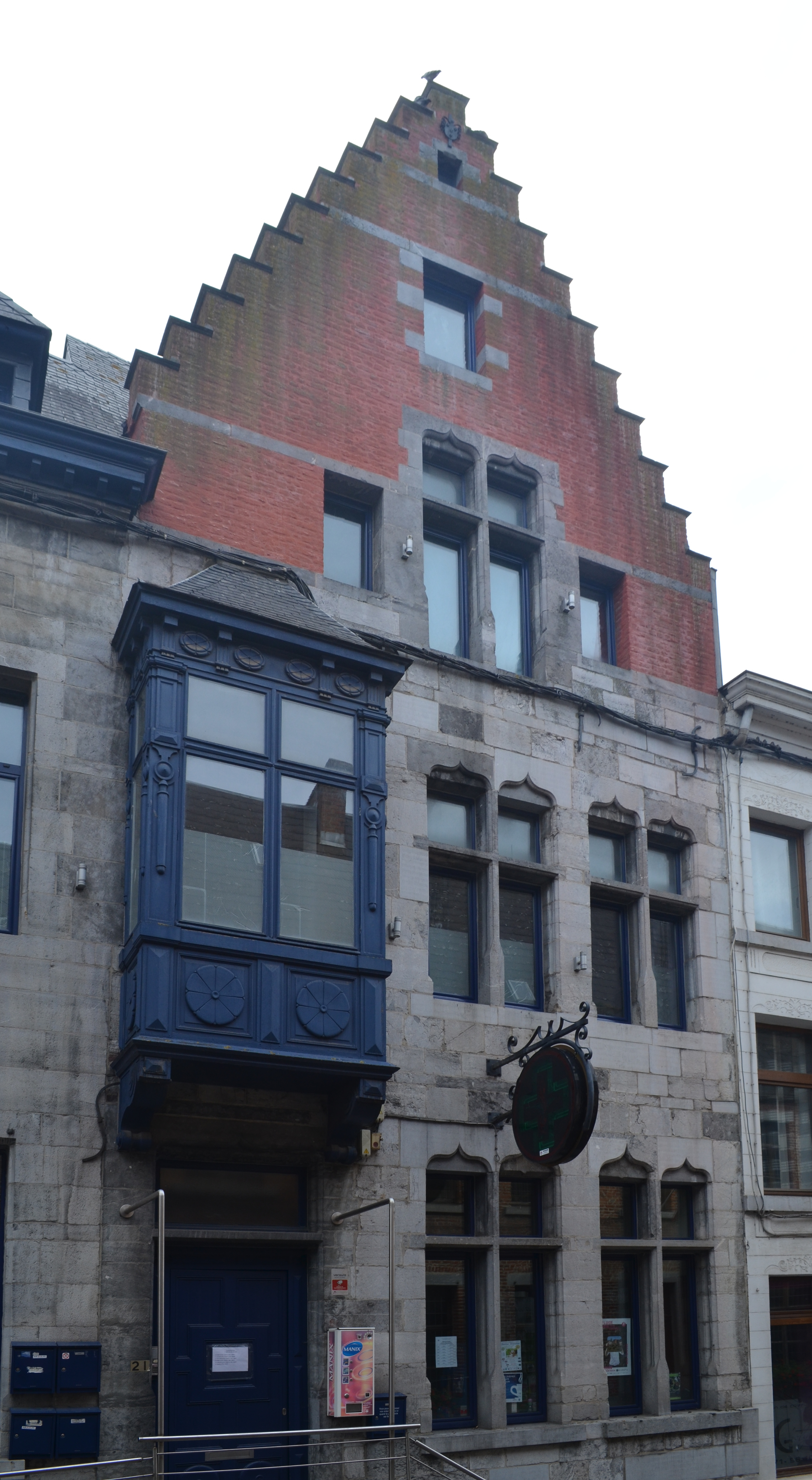
La maison espagnole, classée en 1972.

- Ancien refuge de l'abbaye de la Thure, cédée aux Massart dès 1750, cette propriété historique appartenait autrefois à Saint-Augustin[45].
- Ancien refuge de l'abbaye d'Aulne, commencé dans la première moitié du XVIe siècle sous l'abbatiat[Note 2] de Jean de Lannoy (1529-1556), en style gothique, apprécié dès les premières décennies du XVIIIe siècle et vendu pendant la Révolution française[46].
- Athénée Royal, ancien collège des Oratoriens. Cet ensemble de bâtiments de style Louis XIV a été construit entre la fin du XVIIe siècle et 1738. Les Oratoriens, établis en 1652, obtiennent sept ans plus tard l'autorisation d'enseigner les humanités jusqu'en 1793. Les bâtiments sont ensuite saisis par la ville lors de la Révolution française et portent successivement les noms de Collège impérial en 1812, communal en 1831 et royal en 1882. En 1950, l'Administration communale cède l'ensemble à l'État, et il abrite désormais l'internat des classes de l'Athénée[45]. Le collège a été transformé entre 1819 et 1823, puis à nouveau en 1877, pour devenir la justice de paix et l'hôtel de ville[47]. En 1980, un incendie a ravagé le bâtiment[44].

- Église Notre-Dame des Carmes ou église de la Sainte-Vierge. Cette église a été érigée en 1670 à la demande des paroissiens, qui devaient assister aux offices à la collégiale Saint-Théodard[48]. Édifice en briques et moellons, construit entre 1669 et 1671, comprenant une vaste nef et un chœur se terminant par un chevet à trois pans[49]. Maurice des Ombiaux a décrit cet édifice comme ressemblant à une grange[50]. Aujourd'hui, l'église est désacralisée[51],[52].  Les remparts, remontant au Xe siècle, au XIVe et au XVe siècle[53].

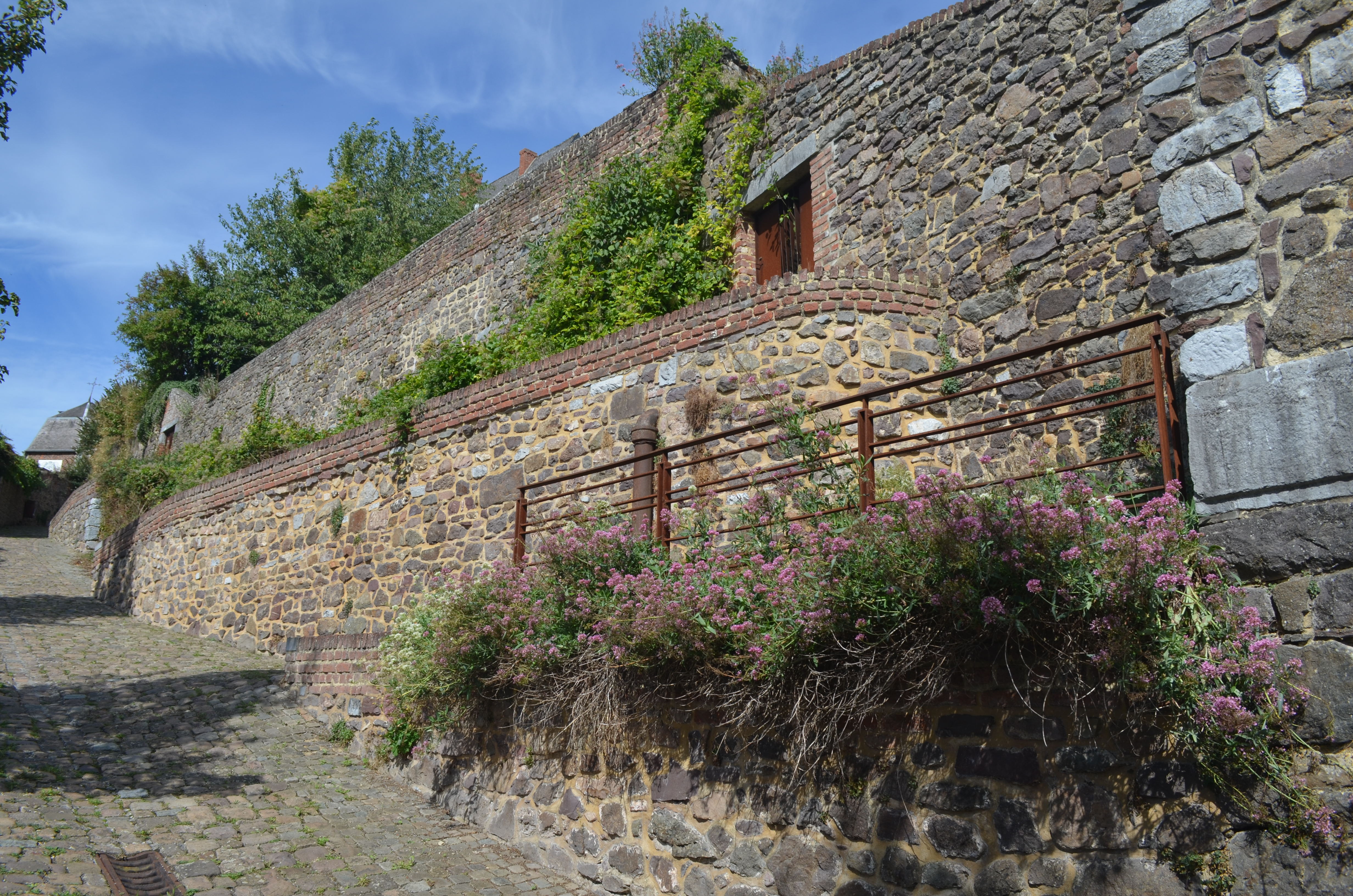
Les remparts, remontant au Xe siècle, au.

- Maison espagnole, construite dans la première moitié du XVIe siècle, avec une porte et une loggia de style néo-renaissance ajoutées au XIXe siècle[54].

- L'ancien couvent des Sœurs Grises, datant du milieu du XVIIIe siècle, abrite aujourd'hui le siège de l'Institut Notre-Dame[55]. Reconstruit en 1757 par l'abbé de Lobbes, Dom Théodulphe Barnabé, après un incendie survenu en 1745.[56]’[55]. Depuis le XVe siècle, les Sœurs Grises prenaient soin des malades et se consacraient à l'éducation des jeunes filles, et ce, jusqu'en 1817[55].Chapelle des sœurs grises.

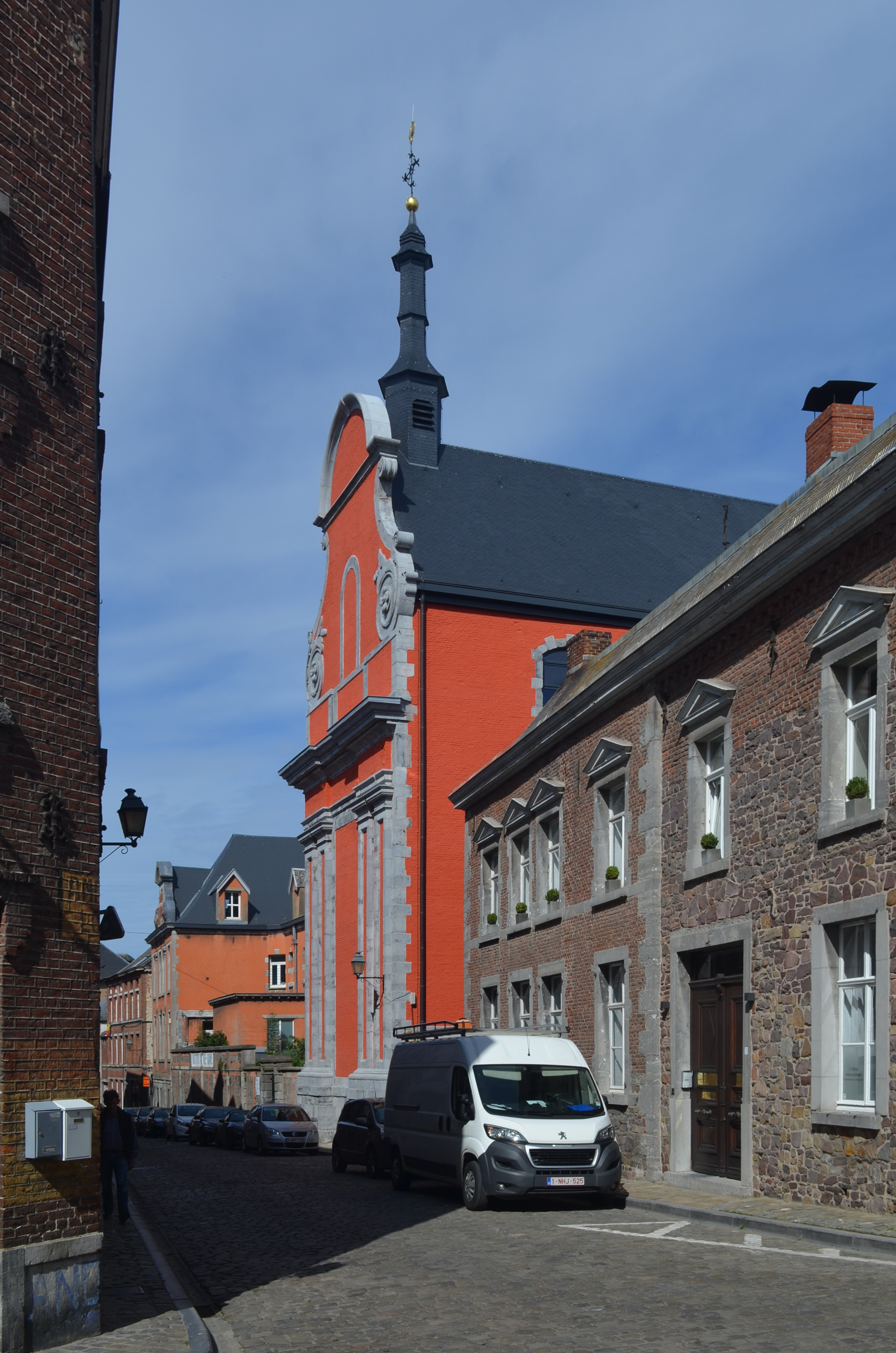
Chapelle des sœurs grises.

  - Située en bordure de rue, la chapelle Sainte-Élisabeth de Hongrie servait d’église au couvent et aurait été construite vers le milieu du XVIIIe siècle, avec une imposante façade baroque. Les orgues qui s’y trouvaient ont été transférées en 1986 à l’église du Christ-Roi, dans le hameau des Waibes, suite à une donation des sœurs[56]. Après sa transformation, la chapelle dispose désormais de trois niveaux, avec un espace ouvert au public au rez-de-chaussée et de nouveaux locaux fonctionnels pour l'école aux étages[55].

- Les jardins suspendus orientés au sud, dans la vallée de la Biesmelle, ont été restaurés dans les années 2000 avec l'aide du Fonds européen de développement régional et de la Région wallonne (Phasing out de l'Objectif 1)[57].
  - Silverado, création de l'artiste Jérôme Constant sous la forme d'un blason médiéval, représente un grand lion tiré des armoiries de la ville. Il est orné de symboles graphiques propres à Thuin, tels que la batellerie, le beffroi, la blessure de Saint-Roch, le raisin et la couleur rouge du vin[58].
- L'œuvre de John Cornu représentant une ruine d'une forteresse ou d'une civilisation disparue sur la place du Chapitre[58].
- Chapelle Notre-Dame de Lourdes. Construite au début du XIXe siècle[59].
- Maisons à la rue Saint-Jacques, datant des XVIIe et XVIIIe siècles[60].

##### Ville basse

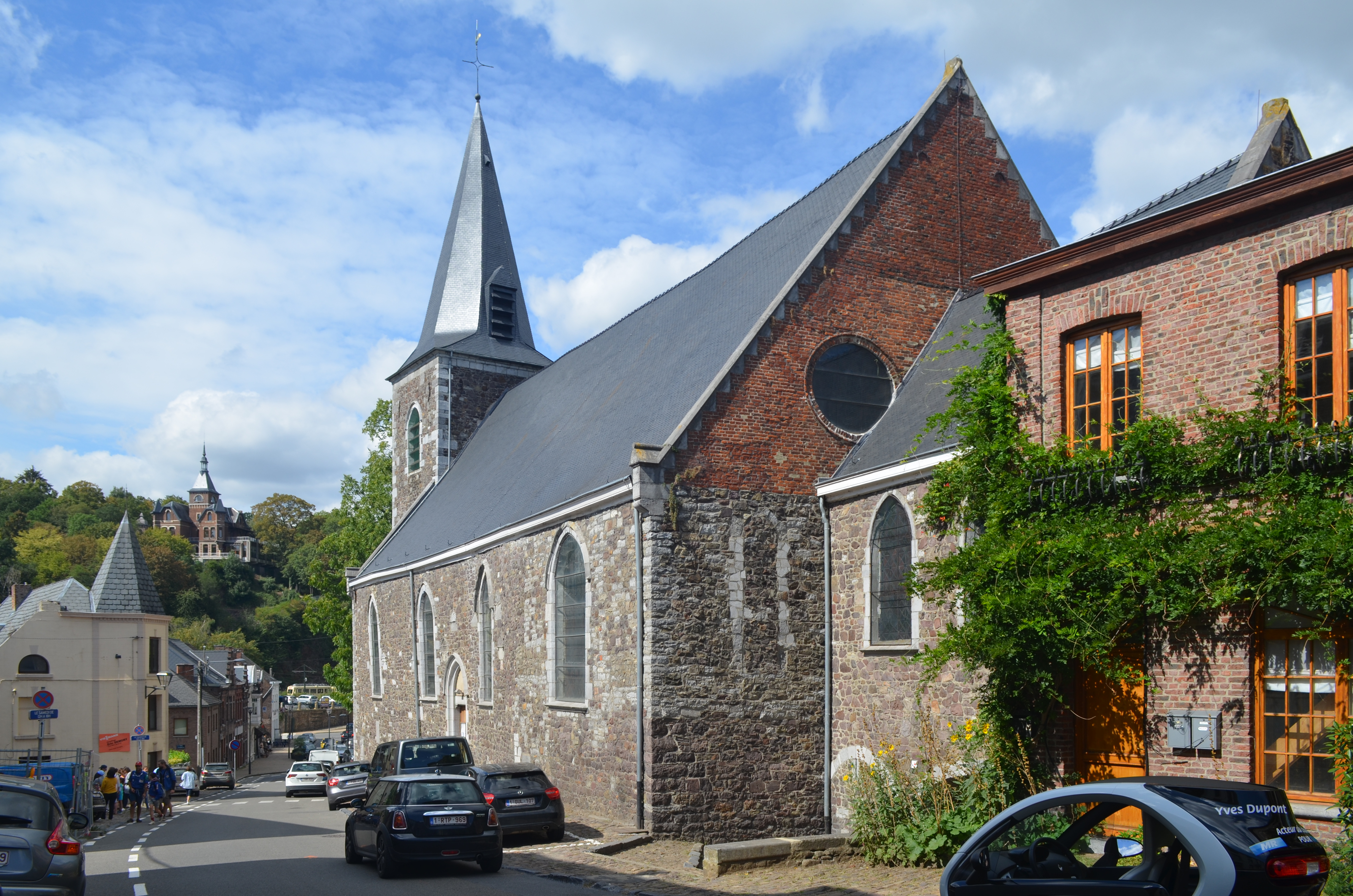
L'église Notre-Dame-du-Val à la ville basse.

- Église Notre-Dame d'El Vaux. Ancienne propriété de l'abbaye de Lobbes, fondée au VIIIe siècle grâce à ses fonds, elle passe ensuite sous l'autorité de la collégiale de Lobbes, devenue auxiliaire de la collégiale Saint-Théodard de Thuin en 1494. Après la Révolution française, l'église devient paroissiale en 1803. D'origine romane, elle est transformée dans un style gothique au XVIe siècle[61]. L'édifice actuel, construit en moellons de grès et pierres calcaires de la Sambre, a été rebâti au XIIIe ou XIVe siècle dans un style roman, puis remanié vers la fin du XVIe siècle. La charpente, en forme de coque renversée, couvrant la nef a été réalisée en 1893 par les ouvriers du chantier naval[62].

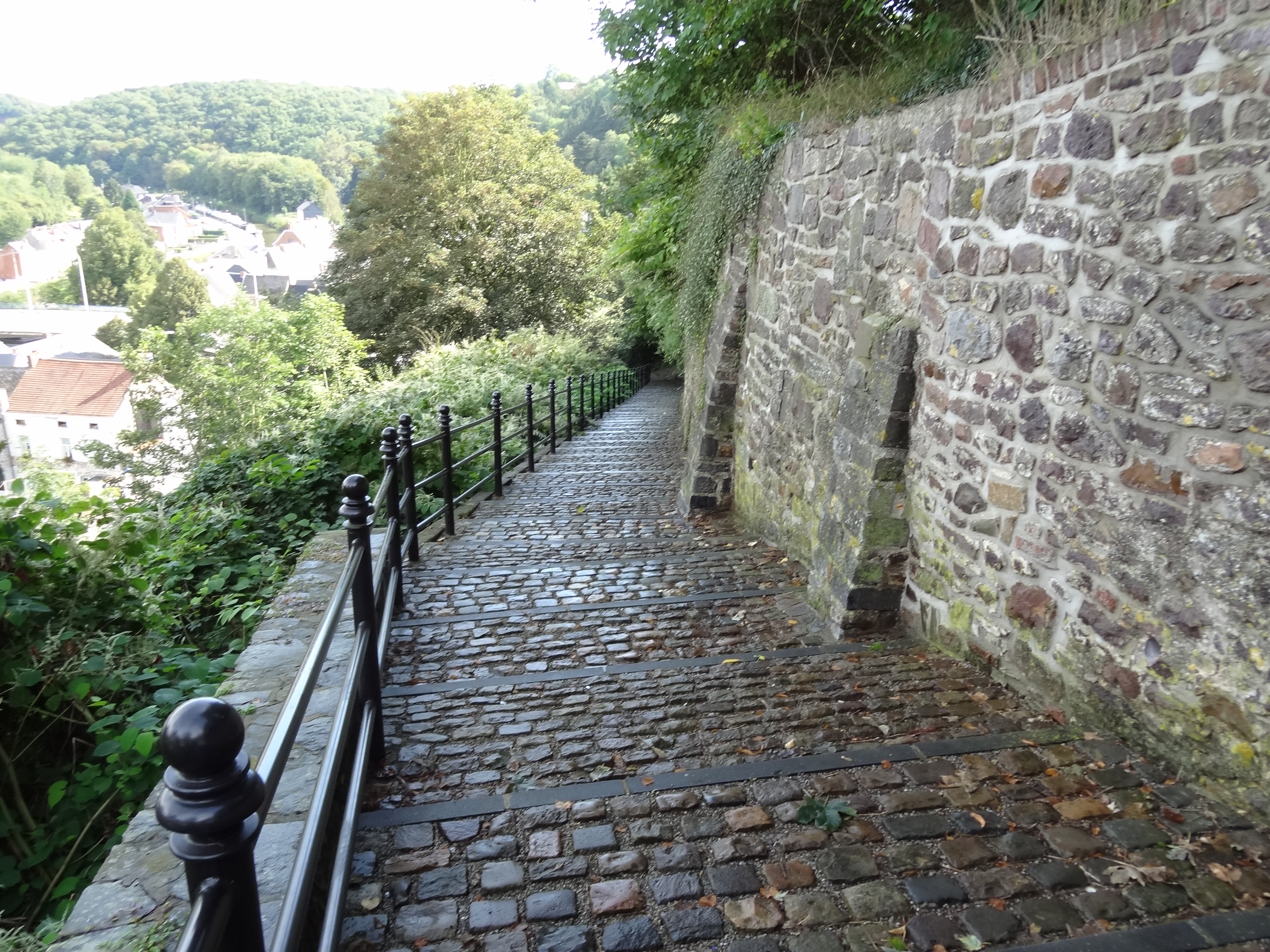
Chemin qui mène à la ville basse.

  - Chemin qui mène à la ville basse.Dans l'église Notre-Dame d'el Vaulx est conservée une statue du XIIe siècle en chêne, qui représente une sedes sapientiae (Notre-Dame de la Sagesse) dont le style combine les influences mosanes et scaldiennes. Cette église conserve un orgue remarquable de Henri De Volder[63].
  - Curiosité : un passage routier (en 2016, des escaliers) sous le chœur, servant de liaison entre la ville basse et la position fortifiée à l'époque des remparts et de la citadelle.
- Monument Maurice Des Ombiaux, réalisé par Charles Piot, 8 mai 1938[64].
- Château Beauregard. Construit par le bourgmestre libéral et franc-maçon Victor Vilain[65], ce manoir domine la vallée de la Sambre et la ville.
- Une maison bourgeoise de style art nouveau se trouve à la rue de Ragnies, au no 25[66].
- Le quartier des mariniers. Il accueille encore d'anciens bateliers à la retraite. Certaines maisons datent des XVIIe et XVIIIe siècles, comme les numéros 16-18 ou 36-42 de la rue du Rivage[67].
- Monument à la batellerie, élevé à l'entrée du quartier des mariniers.

##### Bois du Grand Bon Dieu

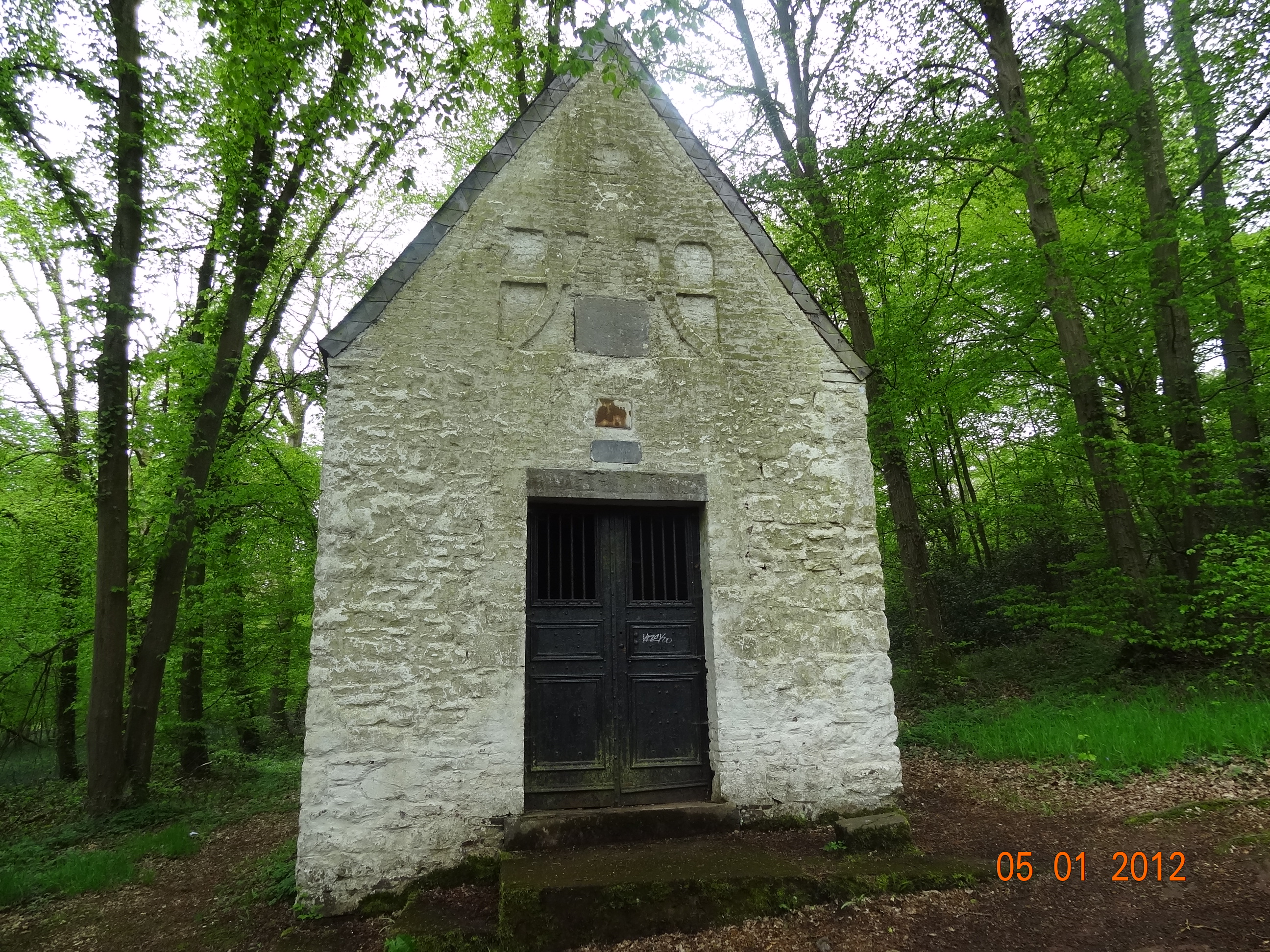
La chapelle Saint-Léonard.

- Chapelle Saint-Léonard. Datée de 1688[68]’[69]’[59].
- Calvaire du Grand Bon Dieu. Surplombant la Biesmelle, chapelle ouverte de 1725 et restaurée en 1857[68].
- Chapelle Notre-Dame des Suffrages. Petit édifice datant possiblement du XVIIe siècle ou du début du XVIIIe siècle, mais ayant subi d'importantes modifications[70].
- Ancien moulin du Bas Marteau. Remontant à la 2e moitié du XVIIIe siècle[71].
- Chapelle de la Sainte-Face. Potale en pierre datée de 1736[71].

##### Waibes
- Église du Christ-Roi. L'église des Waibes est dédiée au Christ-Roi. Elle a été construite en 1930-1932, en s'inspirant de la collégiale de Lobbes[72].

##### Hourpes
- Château Bonehill : construit vers 1887 dans un style éclectique par Émile Bonehill, fils de Thomas Bonehill, propriétaire des SA Usines Bonehill. Il s'est inspiré d'un château en Allemagne qu'il a reproduit presque à l'identique à Hourpes. Il possède des écuries et une conciergerie.
- Coron constitué de huit maisons sur le site d'un des berceaux de l'industrie sidérurgique dans la vallée de la Sambre. Le premier fourneau est installé à Hourpes vers le XVe siècle et le premier haut fourneau est attesté en 1738. Sa localisation est due à la proximité de la Sambre, voie navigable, à la présence du minerai de fer, de la force hydraulique et du charbon de bois fourni par la forêt. En 1866, les usines devinrent la propriété de la société Bonehill Frères. La construction du coron date de cette période. Hourpes connaît son apogée entre 1880 et 1914[73].

#### Environs
- À Gozée, les ruines de l'abbaye d'Aulne peuvent être visitées.
- La pierre dite de Zeupire, mégalithe situé sur la route de Beaumont (N53) à Gozée.
- Ragnies, une des sections de la commune, fait partie des plus beaux villages de Wallonie.
- Au château du Fosteau (XIVe-XVe siècles), on peut admirer une salle de style gothique.

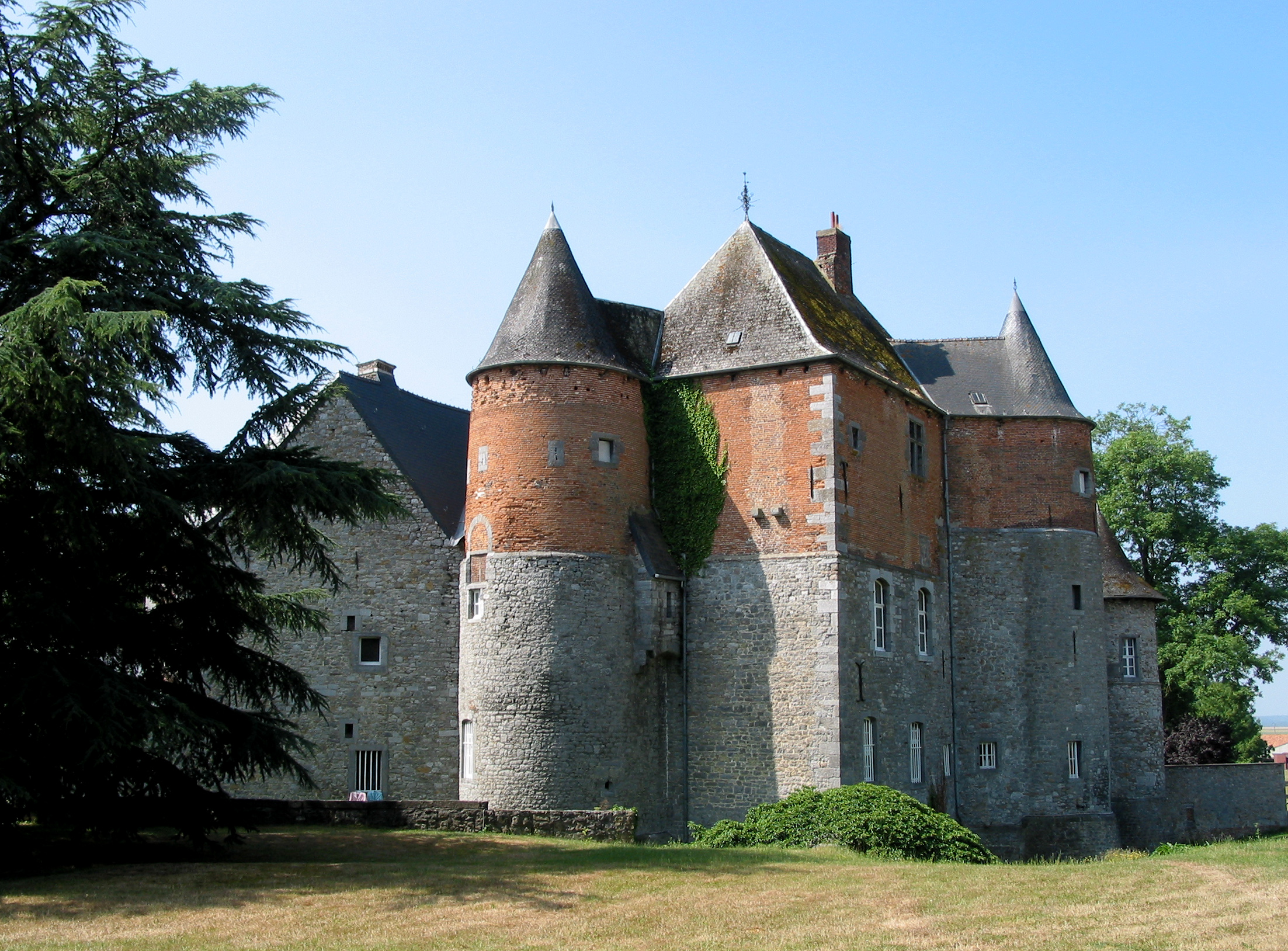
Château de Fosteau.
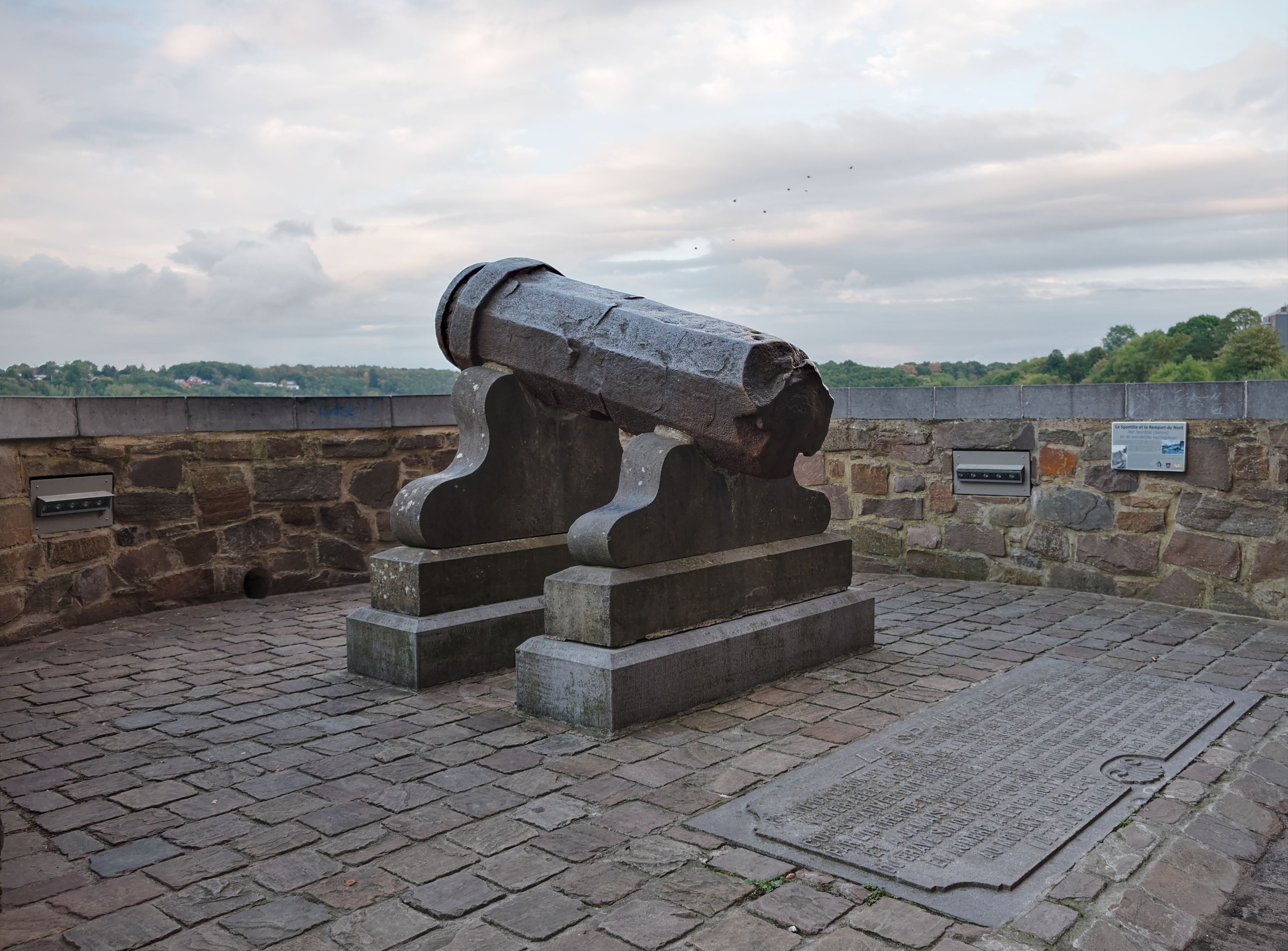
Le « Spantôle ».
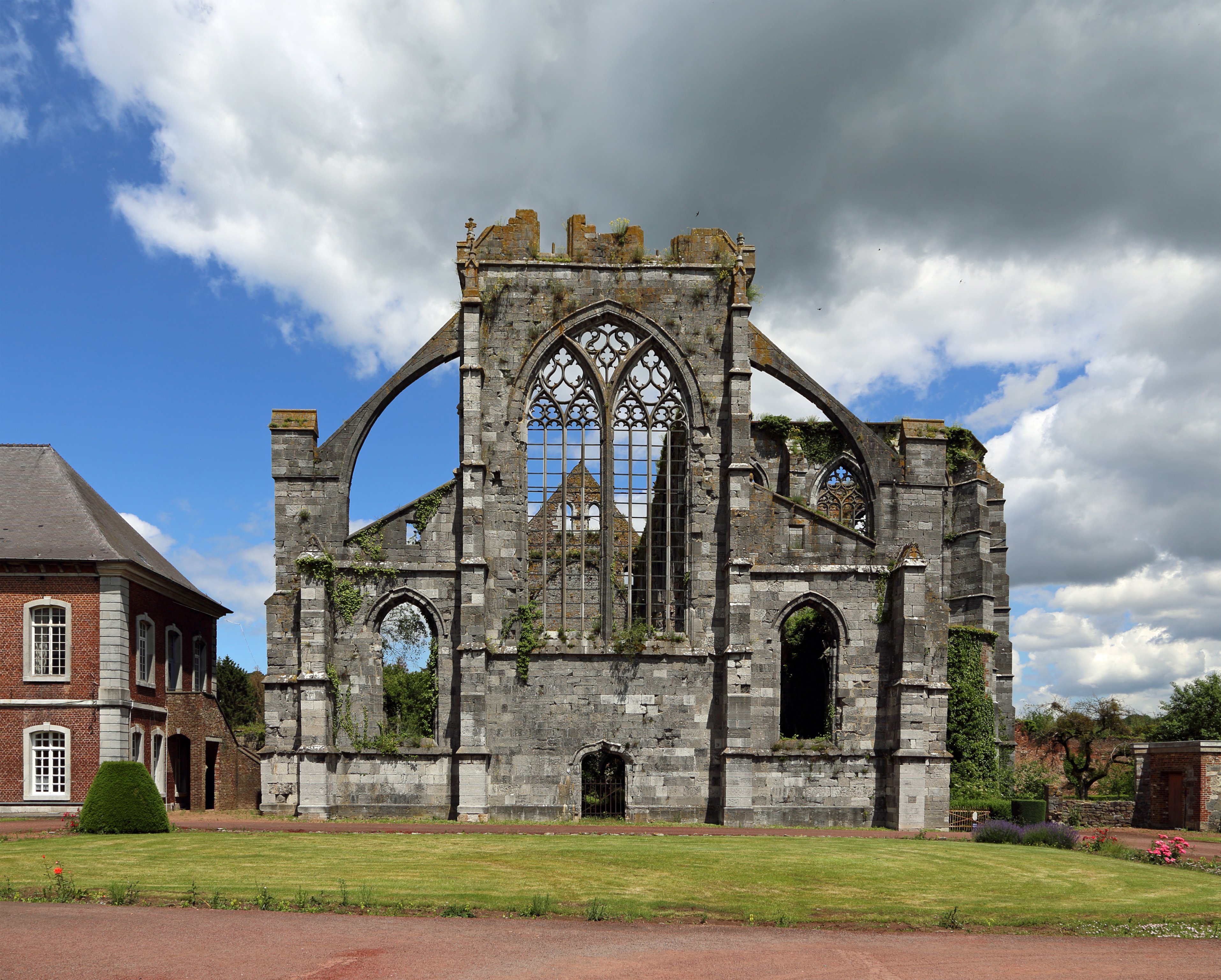
Vestige de l'église abbatiale faisant partie des ruines de l'abbaye d'Aulne.
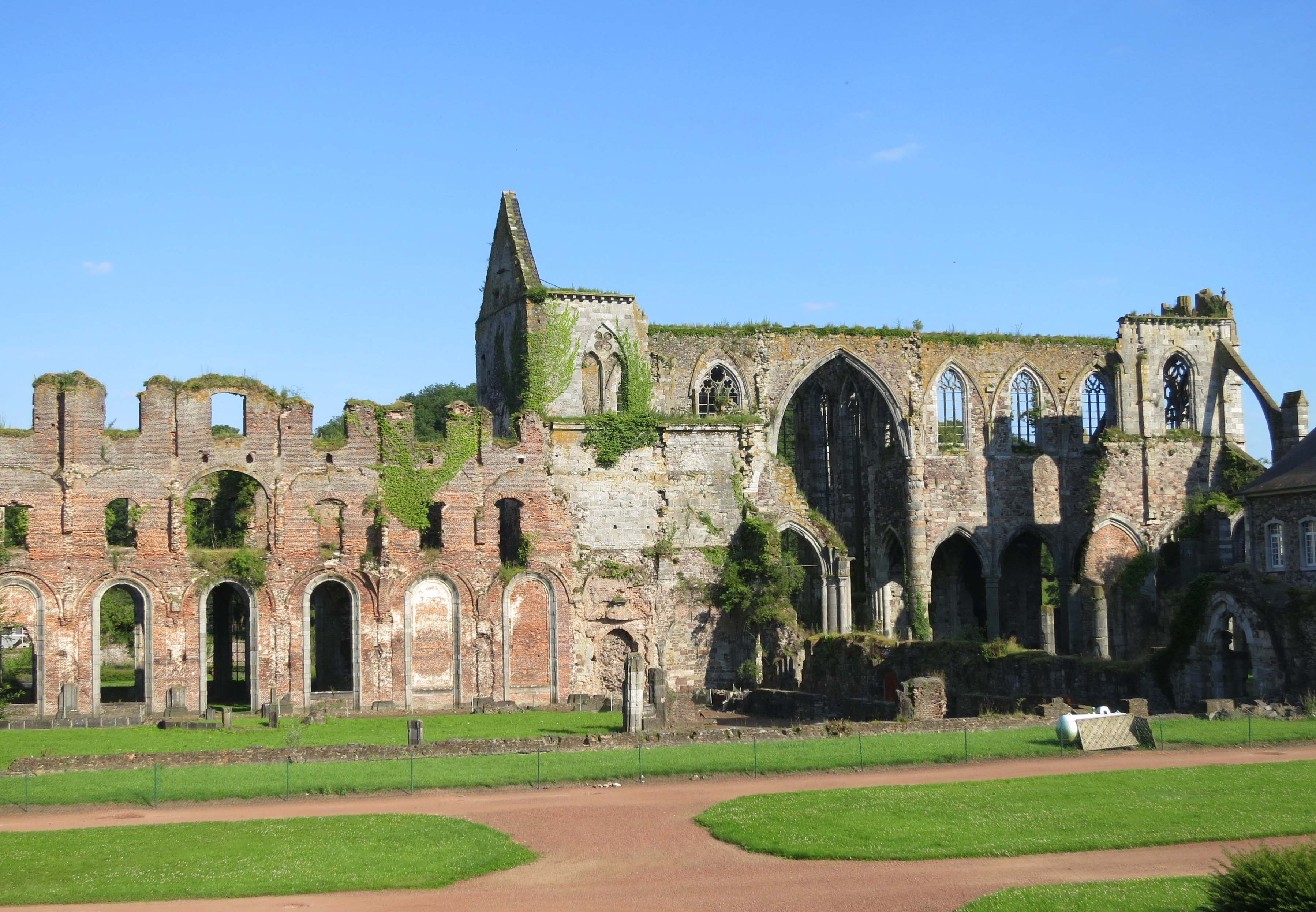
Vue des ruines de l'abbaye.

### Spantôle

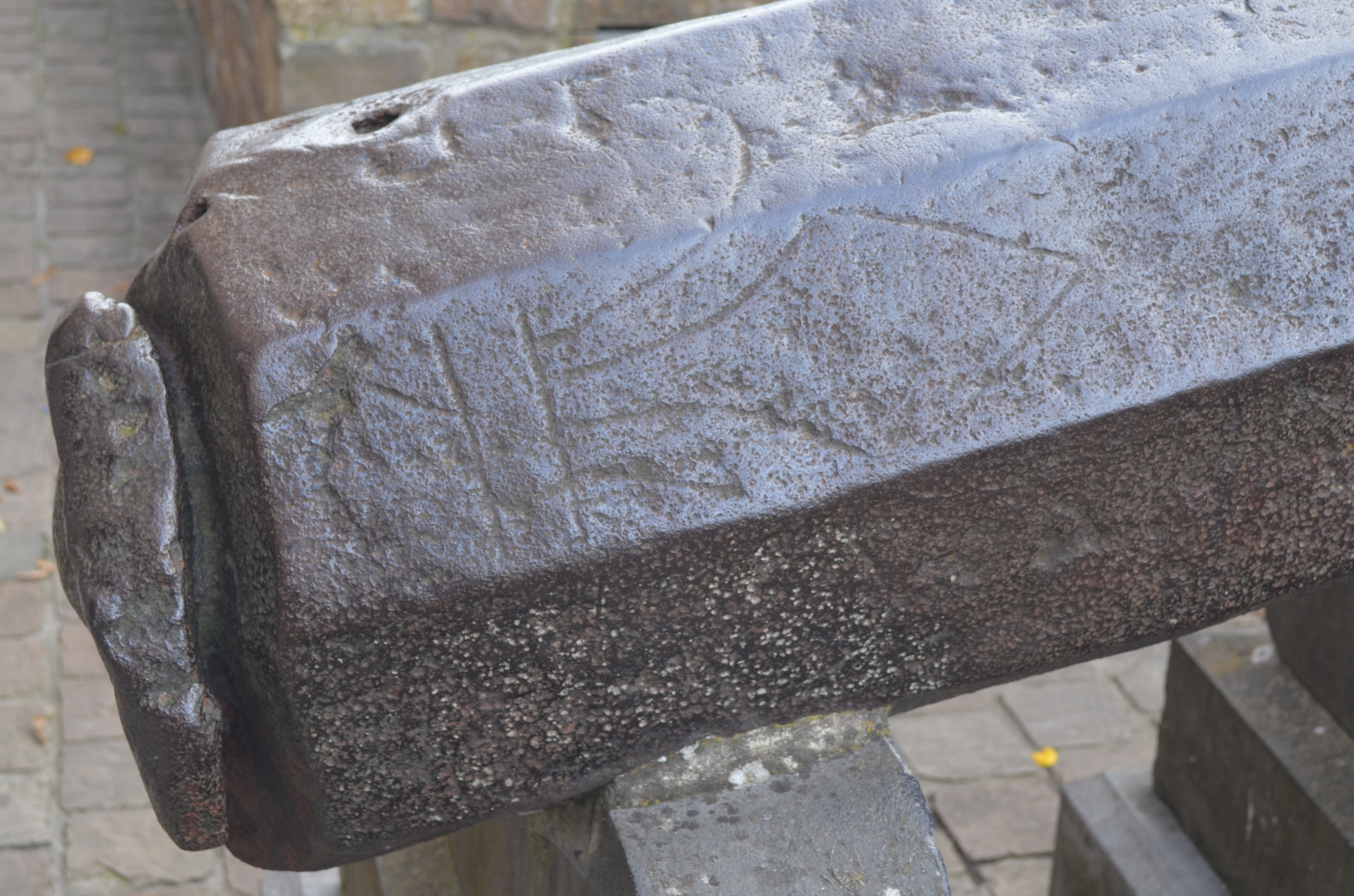
Fleur de lys sur la partie postérieure du canon.

Le « Spantôle » est un ancien canon actuellement exposé sur le Rempart du Nord à proximité de la place du Chapitre. C'est « une pièce massive en fer forgé, travaillée avec grande maîtrise. Sa forme octogonale lui assigne pour origine les provinces du nord de la France. À l'extrémité du tube on remarque deux fleurs de lys héraldiques. La partie postérieure, qui est supposée avoir été la chambre, a été enlevée au burin. La forme exacte de la bouche à feu n'est donc pas connue ; ce qui subsiste du tube mesure 1,4 m de longueur. Le poids total est de l'ordre de 1 500 kg ; l'âme, qui est cylindrique, a un diamètre de 16 cm. »
Le canon est censé avoir été pris par les Thudiniens aux troupes espagnoles, sous les ordres du prince de Condé, lors du siège abandonné de 1653-1654. Mais une pièce périmée depuis longtemps à cette époque ne pouvait pas avoir fait partie du matériel de ce siège et elle n'est pas mentionnée parmi le butin pris par les habitants de Thuin. Cette explication est abandonnée.

C'est très probablement lors du sac de la ville en 1466 par les troupes de Charles le Téméraire que l'arme a été enclouée par les Thudiniens ou abandonnée par les Bourguignons, et alors prise comme butin.
Le nom de « Spantôle » est d'origine wallonne et signifierait « propre à épouvanter ».

### Musées

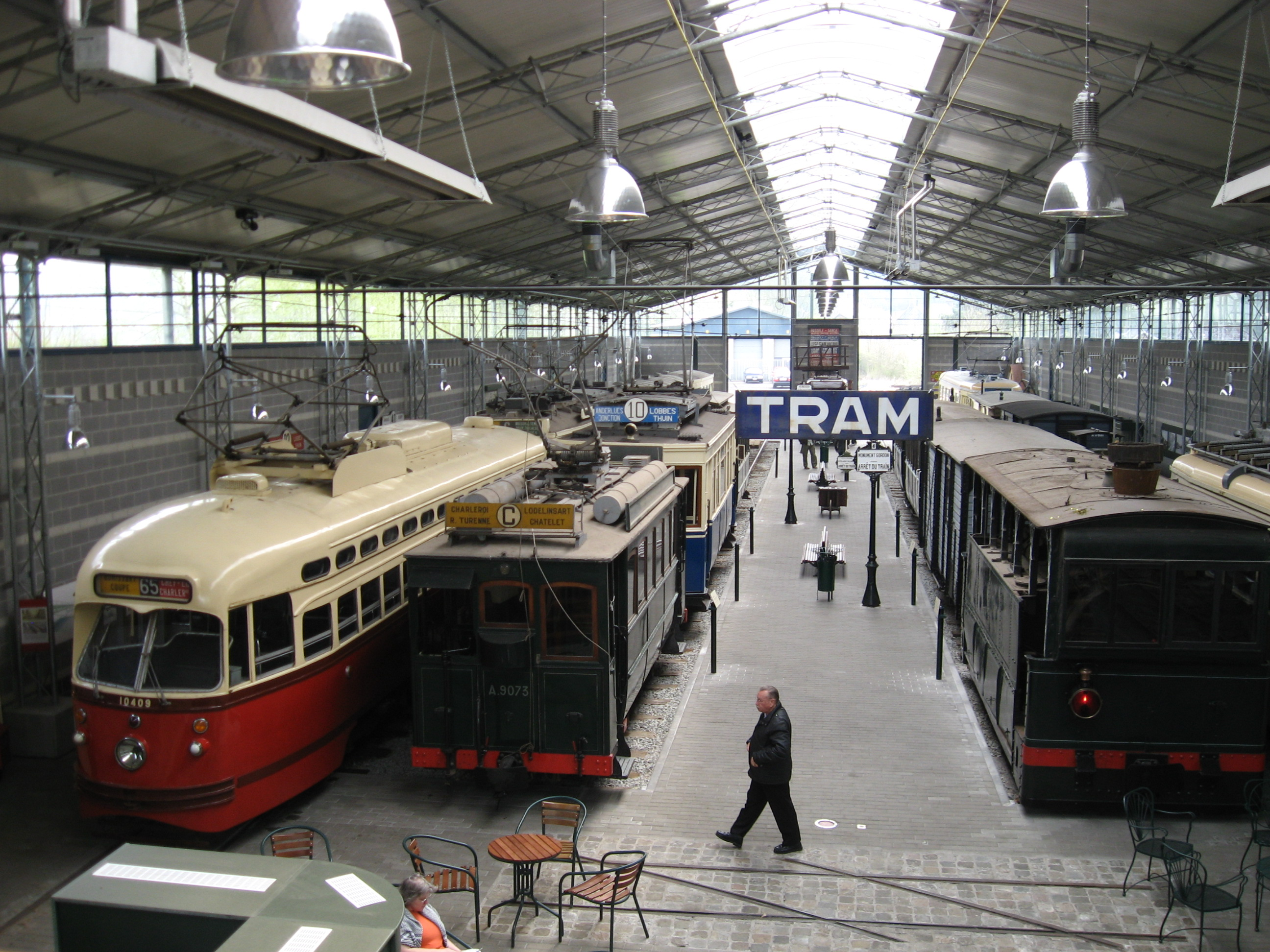
Intérieur du musée des Tramways.

- Intérieur du musée des Tramways.En hommage au passé batelier de la ville, un écomusée de la batellerie a été créé. Installé dans l'ancienne péniche Thudo amarrée près du viaduc, il fait revivre quantité d'objets qui faisaient partie du quotidien des familles batelières. La ville est également le point de départ d'excursions en péniche incluant le passage d'écluses.
- Thuin possède un tramway historique (tramway Lobbes Thuin) qui rejoint Lobbes. En outre, un musée du tramway est implanté sur le site de l'ancienne gare de l'ouest, près du terminus de la ville basse. Cette voie étroite est un des ultimes reliquats du vicinal qui autrefois couvrait toute la Belgique. Ce tramway touristique est géré par l'ASBL ASVi (Association pour la Sauvegarde du Vicinal).
- Thuin abrite aussi la Maison de l'Imprimerie. Un musée artisanal vivant dans lequel des machines d'imprimerie, presses typographiques et lithographiques, en fonctionnement sont visibles (dont une presse datant de 1875). Il est aussi possible d'observer la fabrication de papier chiffon et d'apprendre le comment se réalise une reliure.
- Biercée abrite un musée de la distillerie[79],[Note 4].

### Cinéma
En 1948, Lucien Deroisy réalise Le trouble-fête, produit par Charles Dekeukeleire. 13 minutes. Travail de commande pour une association de compagnies d'assurance. Tournée lors de la cinquantième Marche Saint-Roch à Thuin, une suite de saynètes destinées à attirer l'attention envers les risques d'accidents domestiques, incendies, asphyxies, empoisonnements pouvant résulter de la distraction ou de la négligence.

### Marche d'Entre-Sambre-et-Meuse Saint-Roch

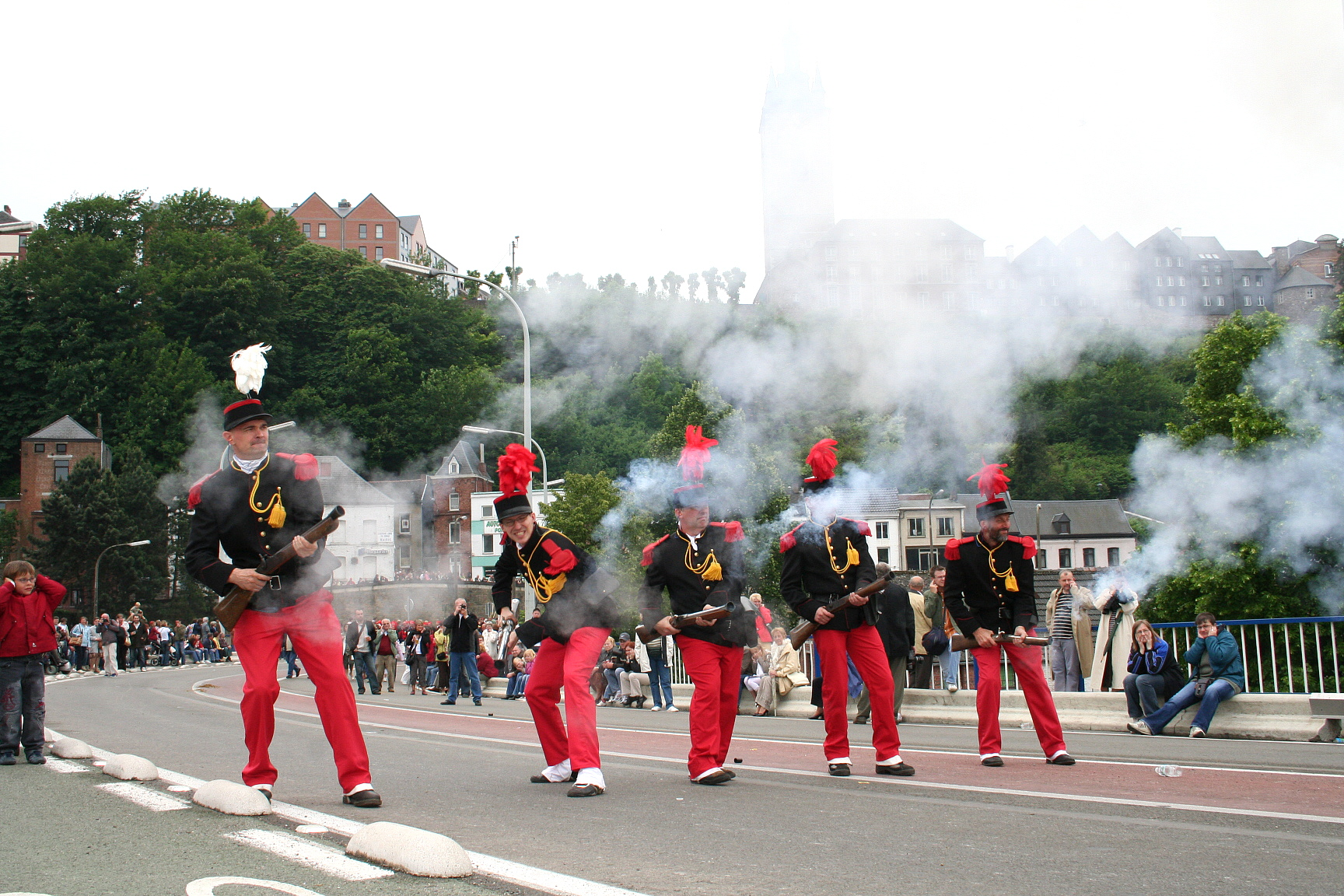
Les tromblons de la Ve infanterie de la Cie de Saint-Roch tirant une salve.

Le culte de Saint-Roch prend racine en 1635, à la suite de l’épidémie de peste qui sévit dans la région. Les historiens se réfèrent à cette date car c’est à cette période que la confrérie Saint-Roch est citée.

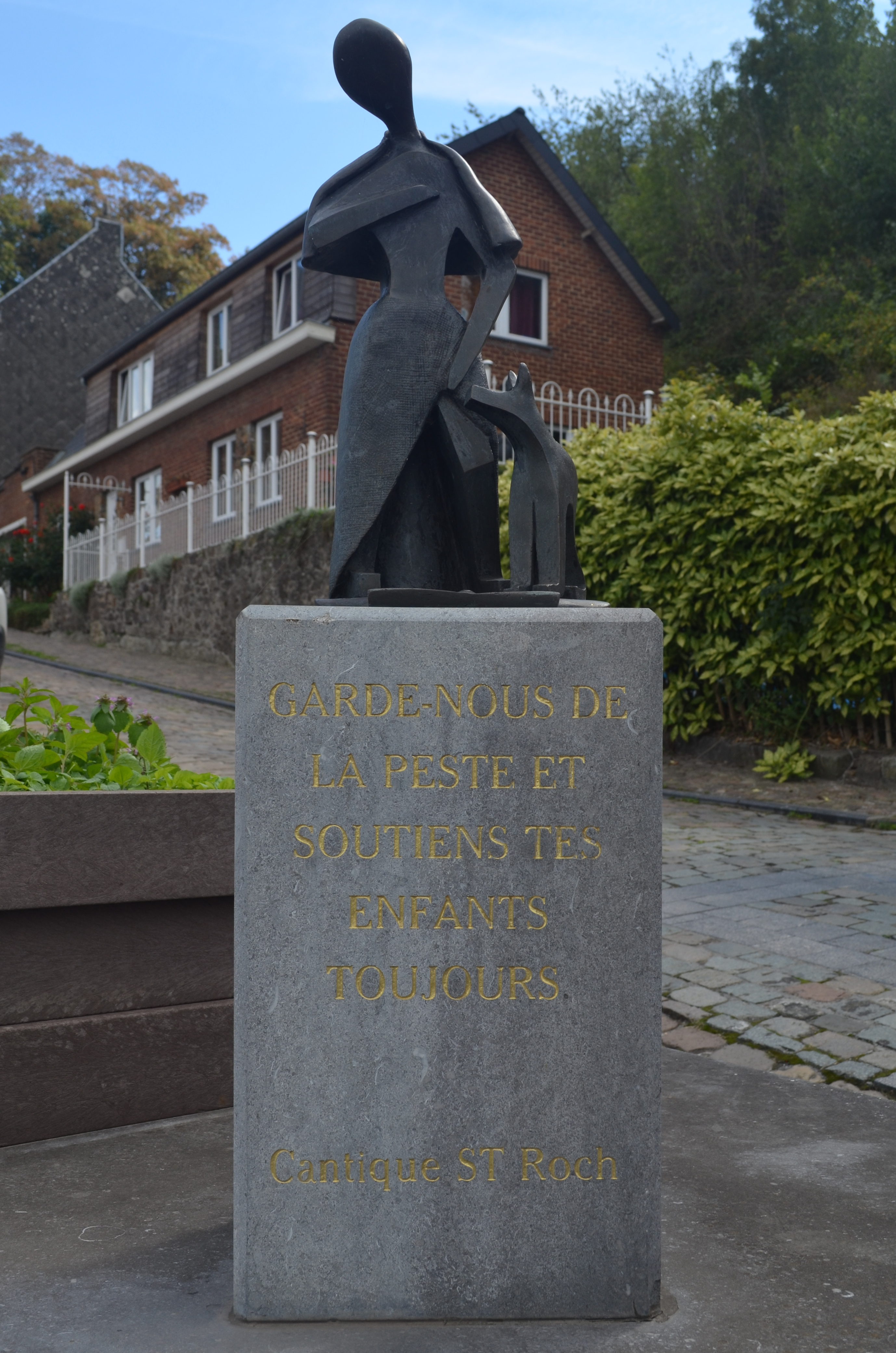
Saint-Roch, Statue de bronze datant de 2002.

À l’origine, c’est une procession religieuse qui regroupe des compagnies de guerriers improvisées. Elle est abolie en 1789, mais elle est réorganisée en 1866 à la suite des épidémies de choléra qui ravagent les bas quartiers de la ville de Thuin. Depuis lors, cette procession s'est déroulée de manière ininterrompue, à l'exception des deux conflits mondiaux et de la crise du Coronavirus en 2020.
La marche de Saint-Roch est célébrée le 3e dimanche de mai pour la dissocier de la procession Notre-Dame. Cette dernière était fêtée le même jour mais, dans le but de lui redonner son prestige originel, une autre date fut établie.
La Saint-Roch se déroule sur 3 jours consécutifs : le samedi, le dimanche et le lundi.
Le 1er jour, les Thudiniens se donnent rendez-vous lors d’un rassemblement en soirée (régulièrement 20 h 30) où les 9 campes (canons) sont tirés et annoncent le début officiel des festivités, qui commencent par une retraite aux flambeaux réunissant marcheurs et civils.

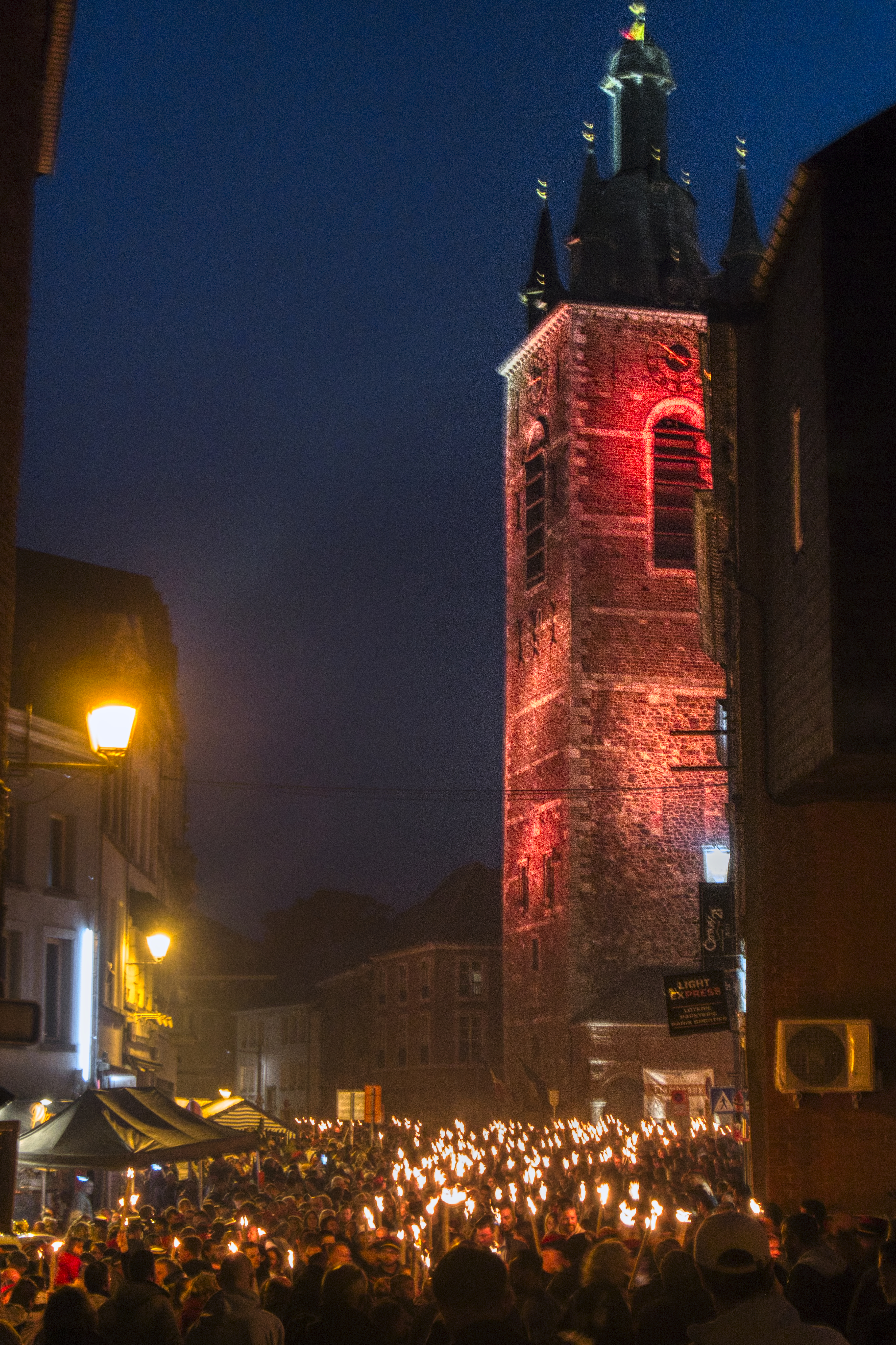
La marche au flambeaux lors de la Saint-Roch avec le beffroi illuminé.

Le 2e jour, la procession prend forme dès le matin (10 h) à l’église Notre-Dame d’el Vaulx. Elle prend ensuite la direction du monument aux marcheurs et du monument aux morts. L’après-midi, c’est une marche/procession qui fait le tour de Thuin en repassant par l’église Notre-Dame d’el Vaulx et le monument aux marcheurs. Ensuite, les processionnaires prennent le chemin de la place des Waibes sur l'autre rive de la Sambre, de l’église du Christ-Roi, passent devant la chapelle Notre-Dame de Lourdes ainsi qu’à quelques mètres de la chapelle Saint-Roch. Avant d’amorcer la redescente vers le centre de Thuin, ils passent également devant la chapelle de la Sainte-Immaculée Conception et s’arrêtent à la rue du Moustier avant de rentrer dans l'église Notre-Dame d’el Vaulx.
Le 3e jour est surtout réservé à la population thudinienne et aux seules sociétés locales qui se rassemblent les unes chez les autres autour de déjeuners copieux pour ensuite prendre le départ de la marche vers la chapelle Saint-Roch. Après avoir rendu hommage à la relique lors du passage à la chapelle, ils se dirigent vers la potale Saint-Roch où la société des chasseurs-carabiniers joue la Brabançonne (hymne national belge), ensuite redescendent vers l’église Notre-Dame d’el Vaulx pour s’arrêter à la place du Chapitre au pied du beffroi où sont remises des décorations aux marcheurs anciens.

### Spécialités culinaires et brasserie
- La ville a pour spécialité les spantôles, biscuits portant le nom du canon éponyme.
- La distillerie de Biercée se trouve dans le village de Ragnies : elle produit, entre autres, l'Eau de Villée.
- Dans les jardins suspendus se trouve le vignoble du Clos des Zouaves.
- La bière de l'Abbaye d'Aulne.

## Enseignement
- Ecole Pierre Danaux, enseignement primaire spécial fondamentale, rue Crombouly.
- Institut du Sacré-Cœur, enseignement maternelle et primaire, place Albert 1er.
- Athénée Royal, section fondamentale, grand'rue.
- Athénée Royale, enseignement secondaire, drève des Alliés.
- EAFC Thuin-Erquelinnes, Grand'Rue.
- Institut Notre-Dame, enseignement général et technique, Grand'Rue.
- Ecole Industrielle de Thuin et de Montigny-le-Tilleul, enseignement de promotion sociale, rue Verte.
- Académie de Thuin, clos de l'Harmonie.

## Galerie

Vues de Thuin.
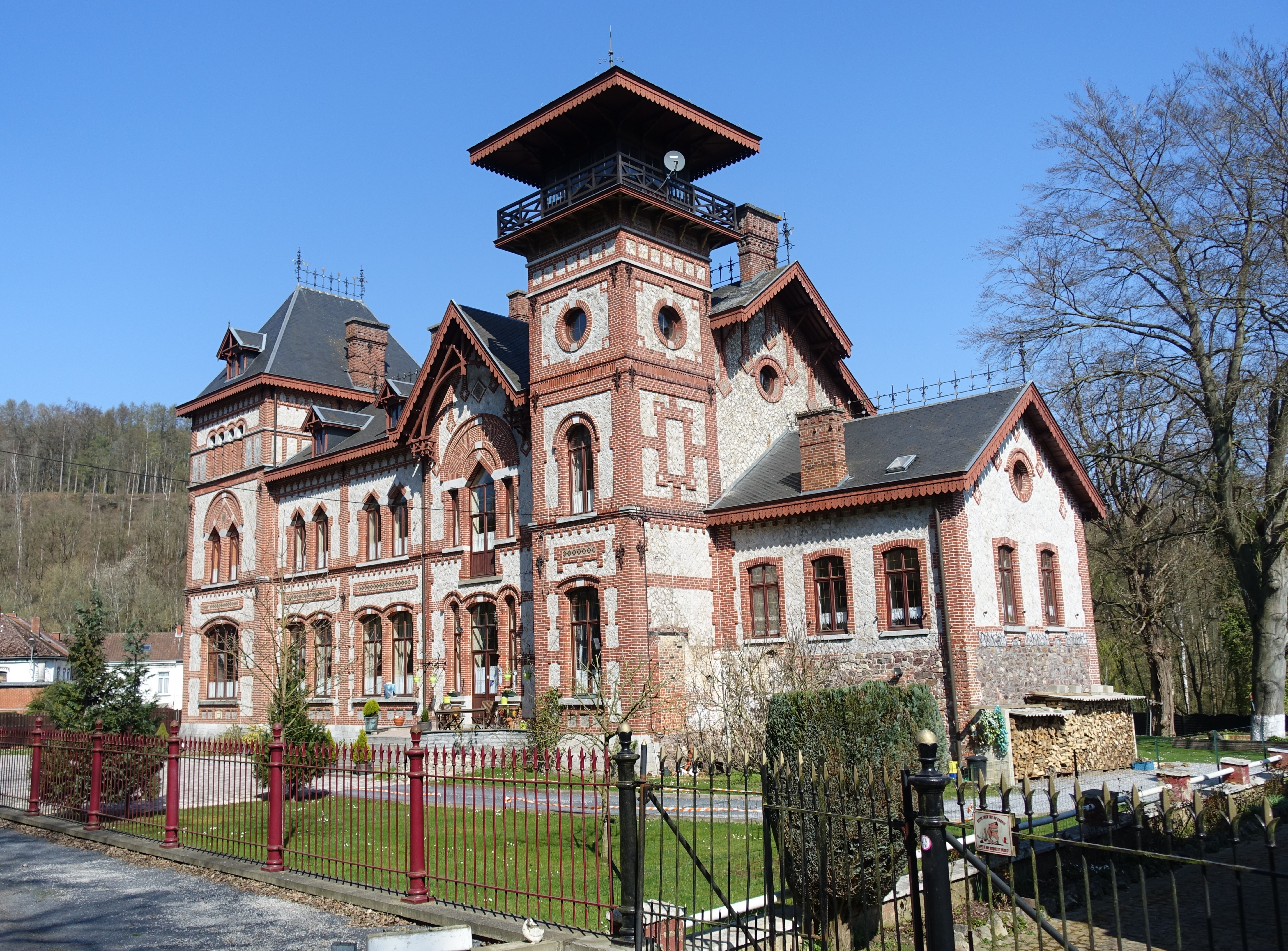
Château d'Hourpes (XIXe siècle).
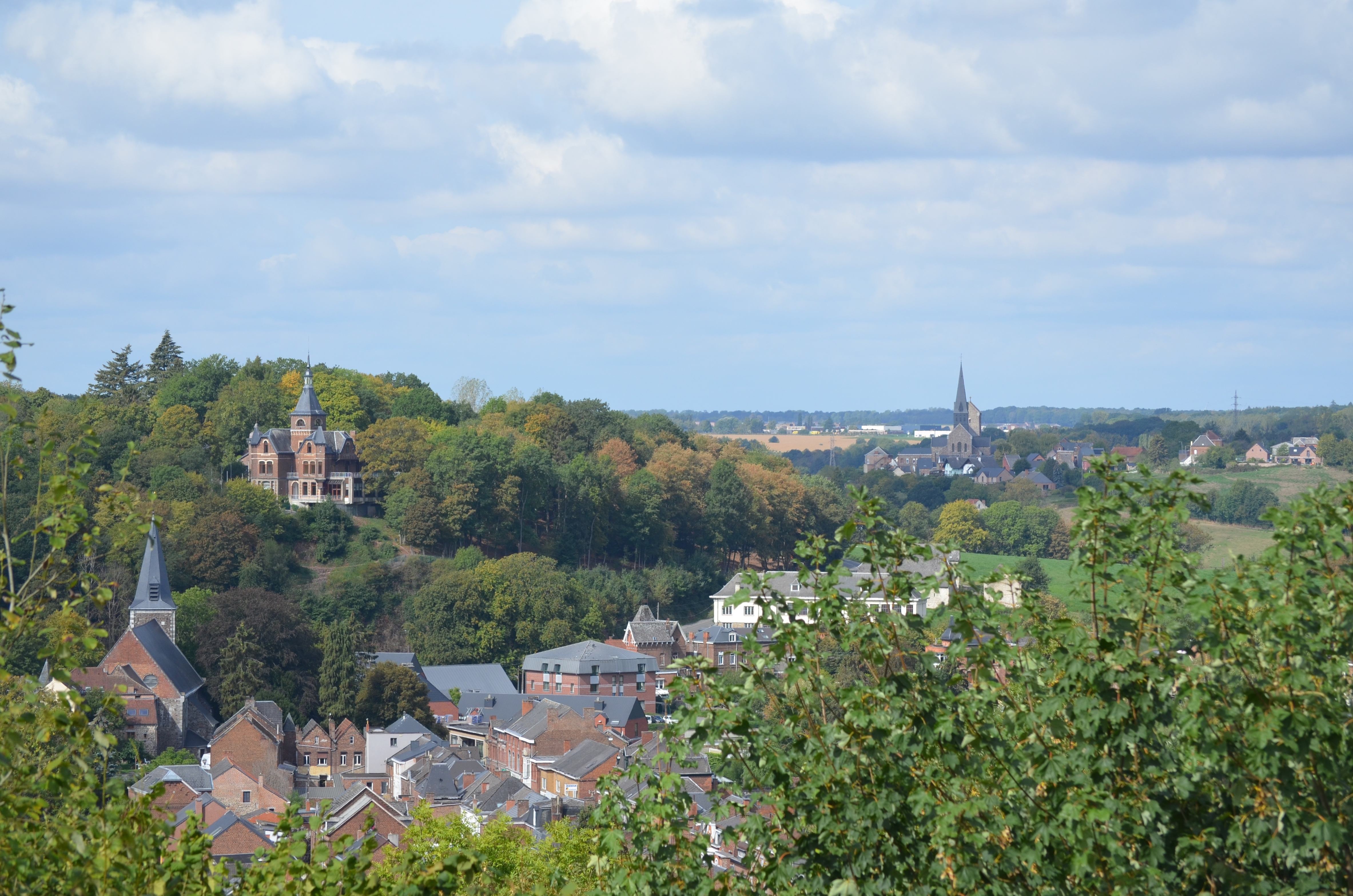
Vallée de la Sambre et la collégiale Saint-Ursmer de Lobbes.
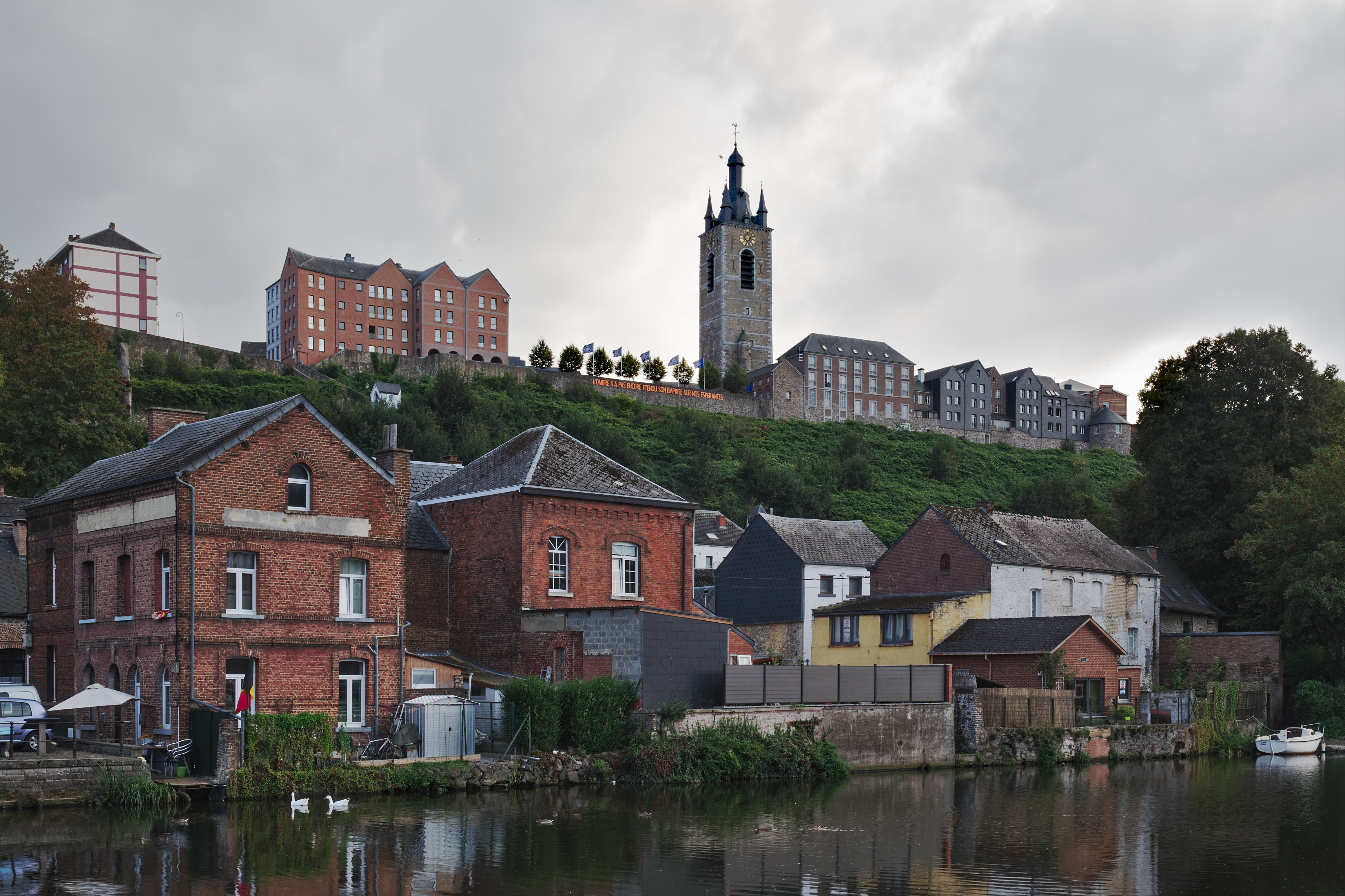
La ville-haute vu de la ville-basse (quartiers des Bateliers).
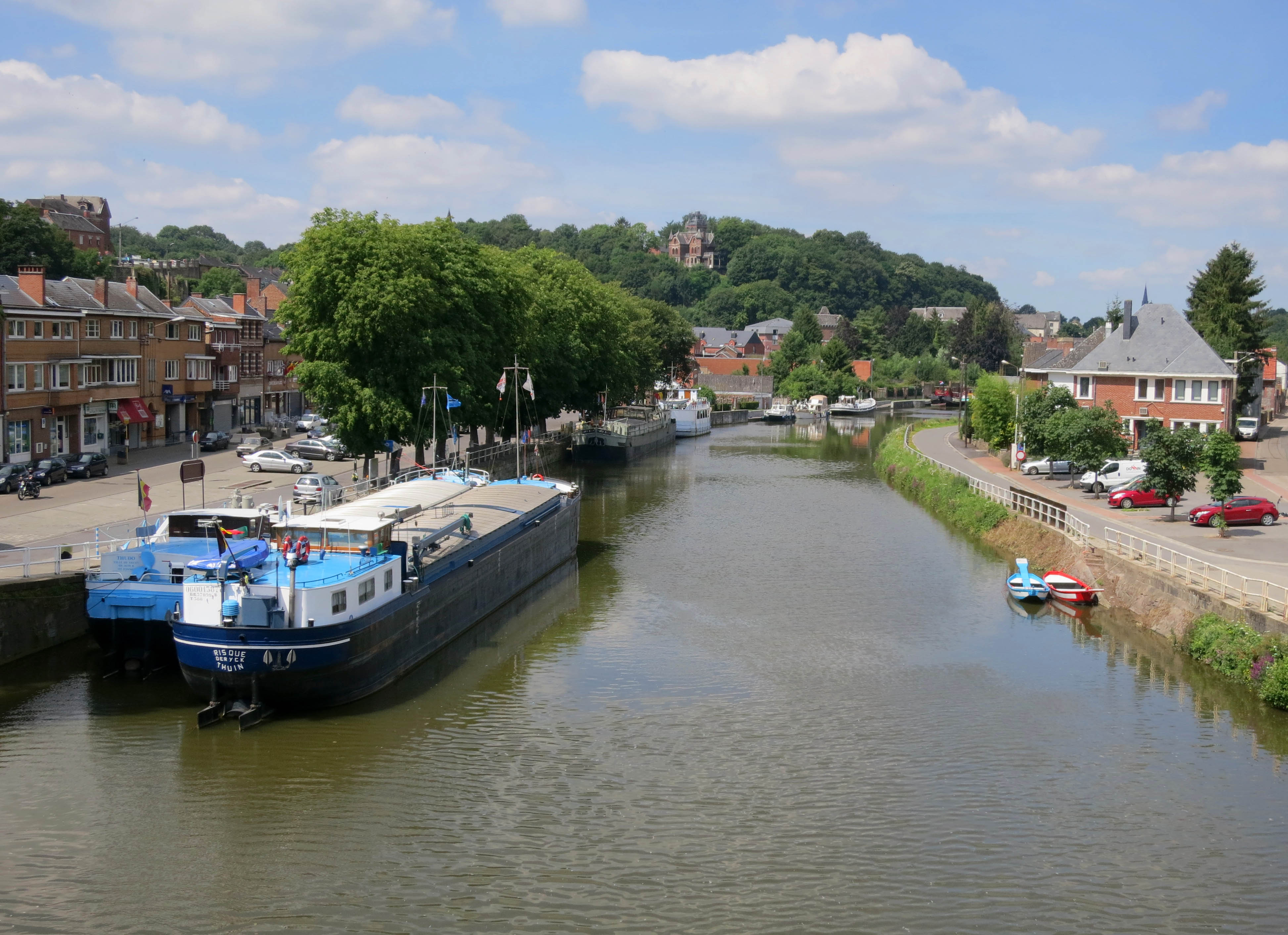
La Sambre.
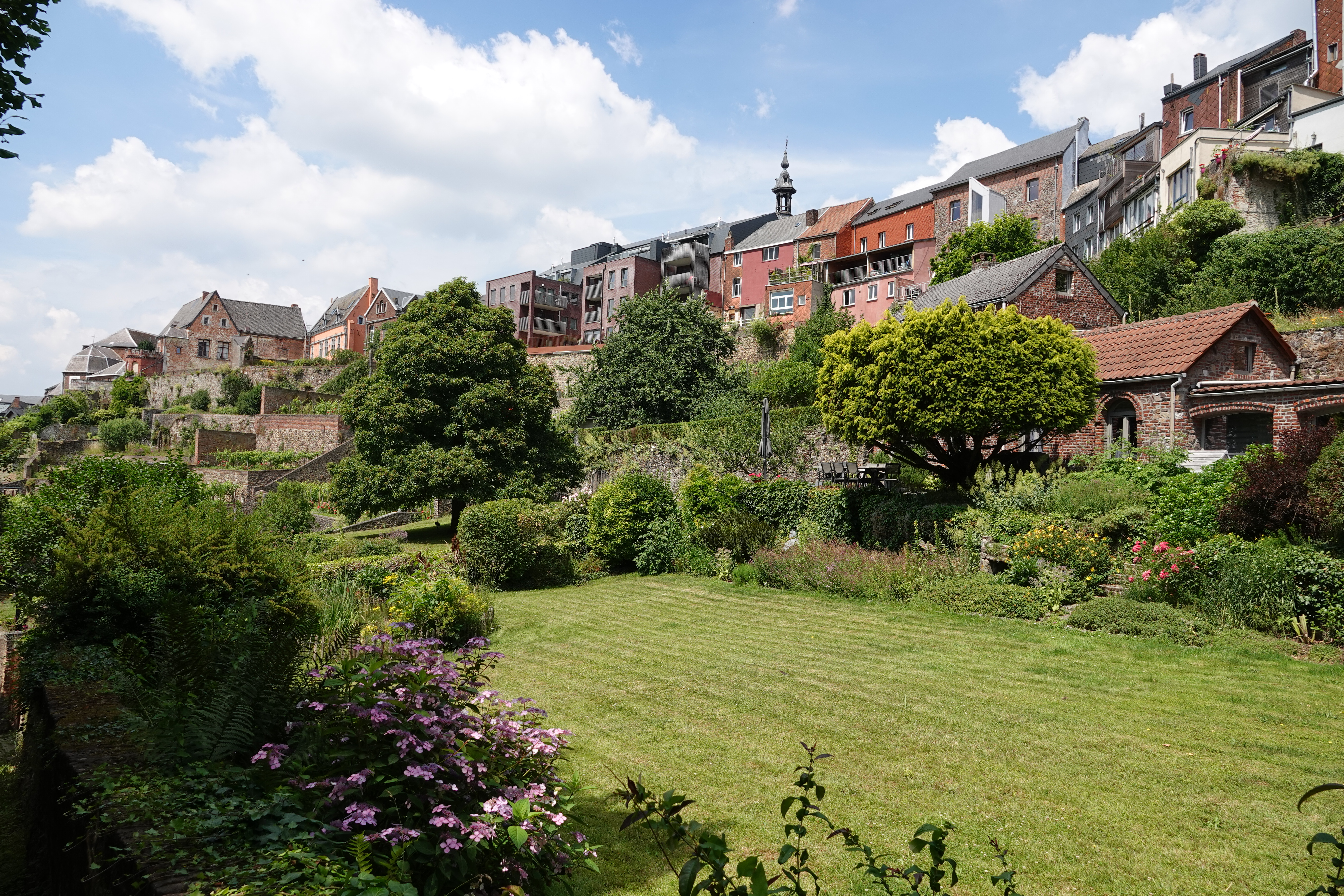
Les jardins suspendus.
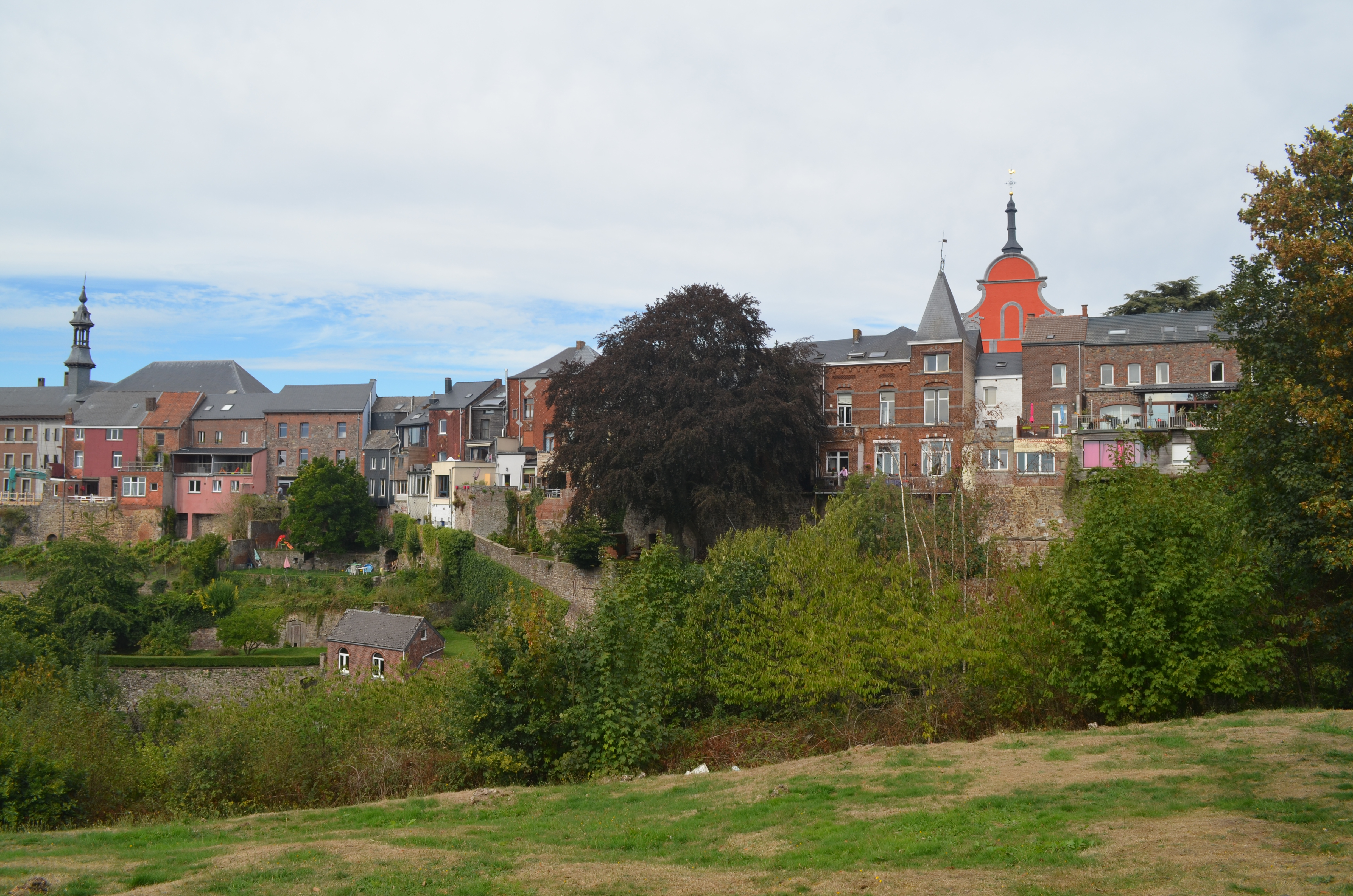
Vue sur les campaniles de l'Athénée royale à gauche et de la chapelle dite des Sœurs grises ou de l'institut Notre-Dame à droite.
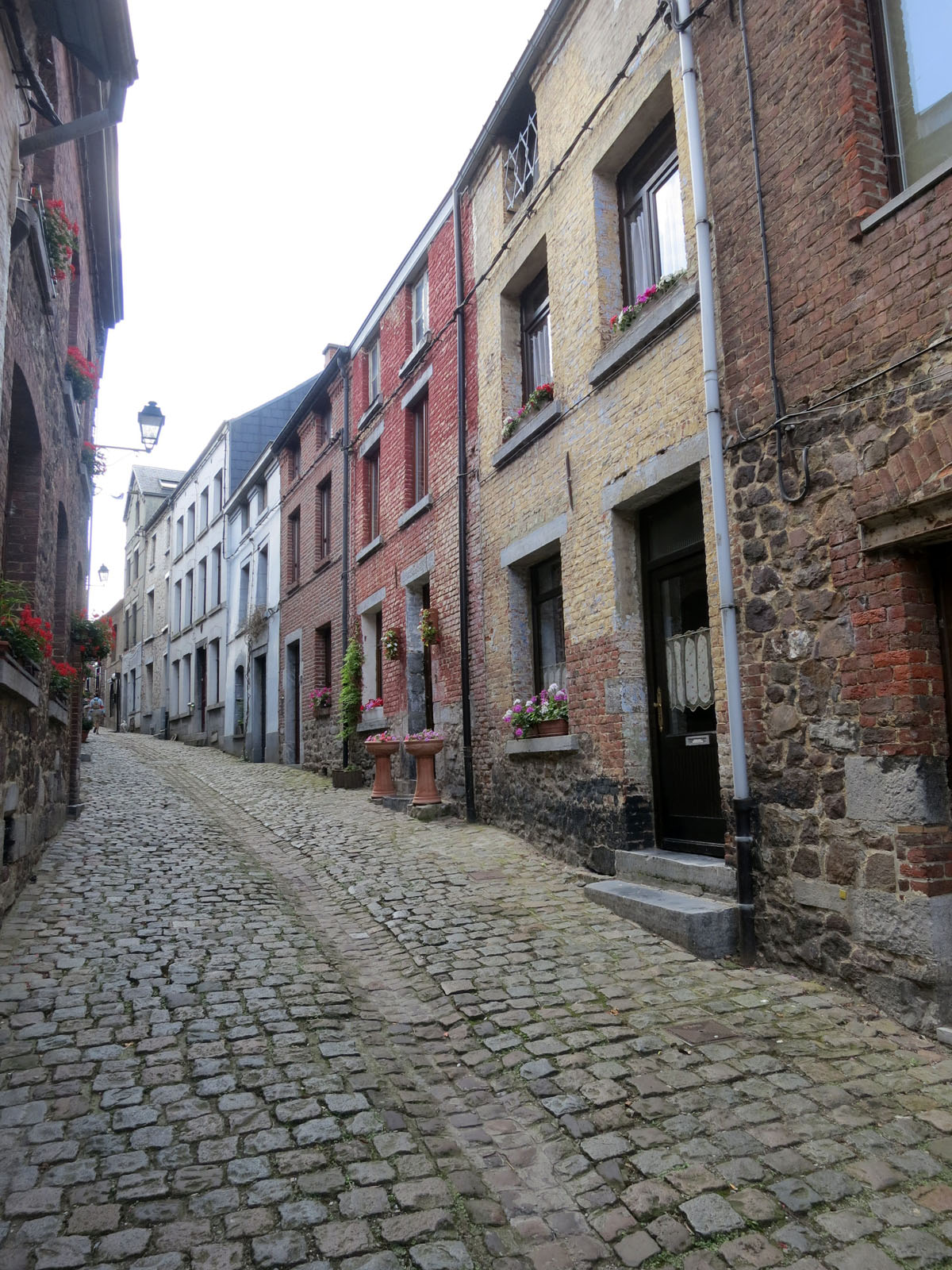
La vieille ville (ville-haute).
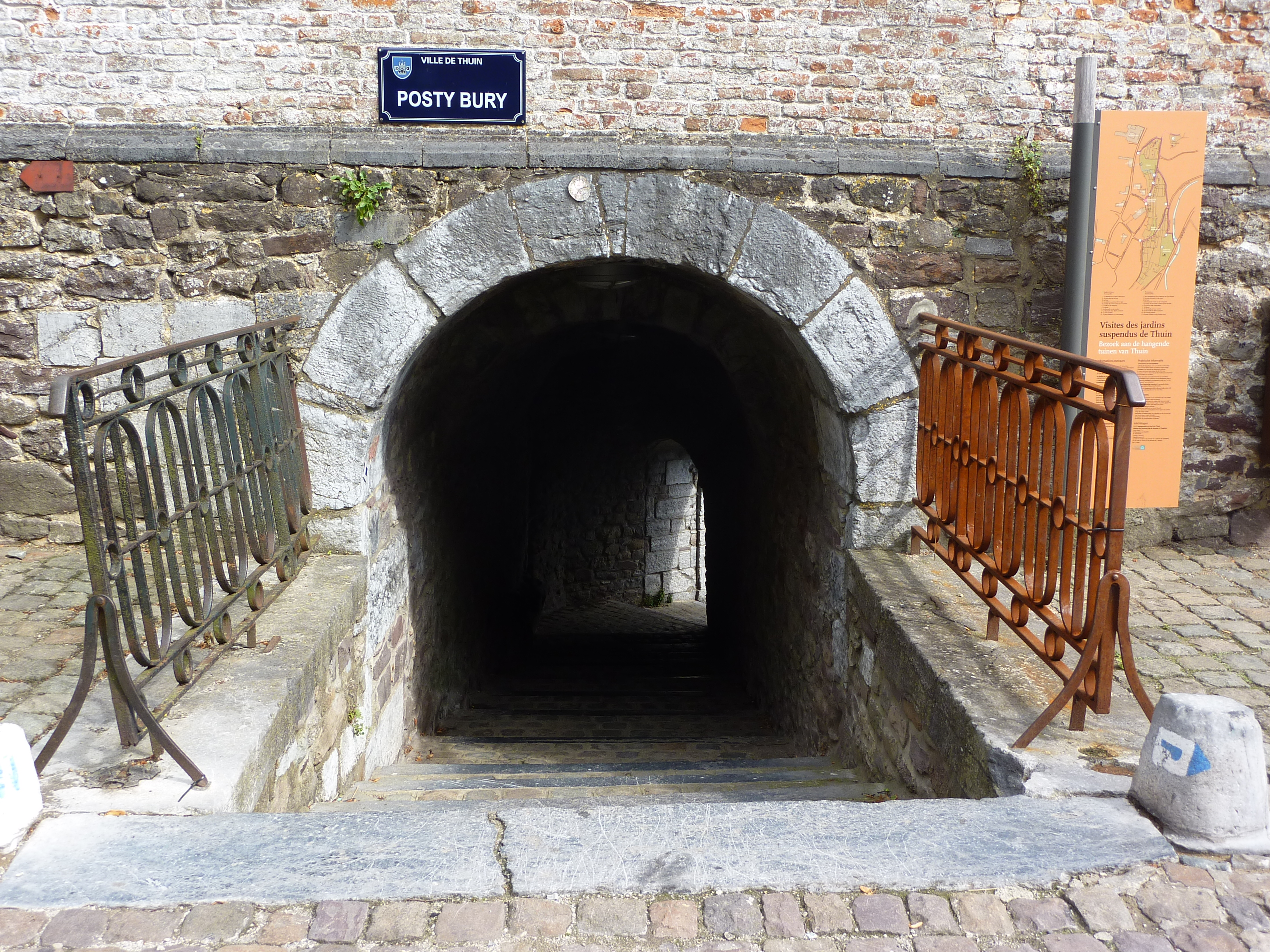
Le passage du Posty Bury (ville haute).
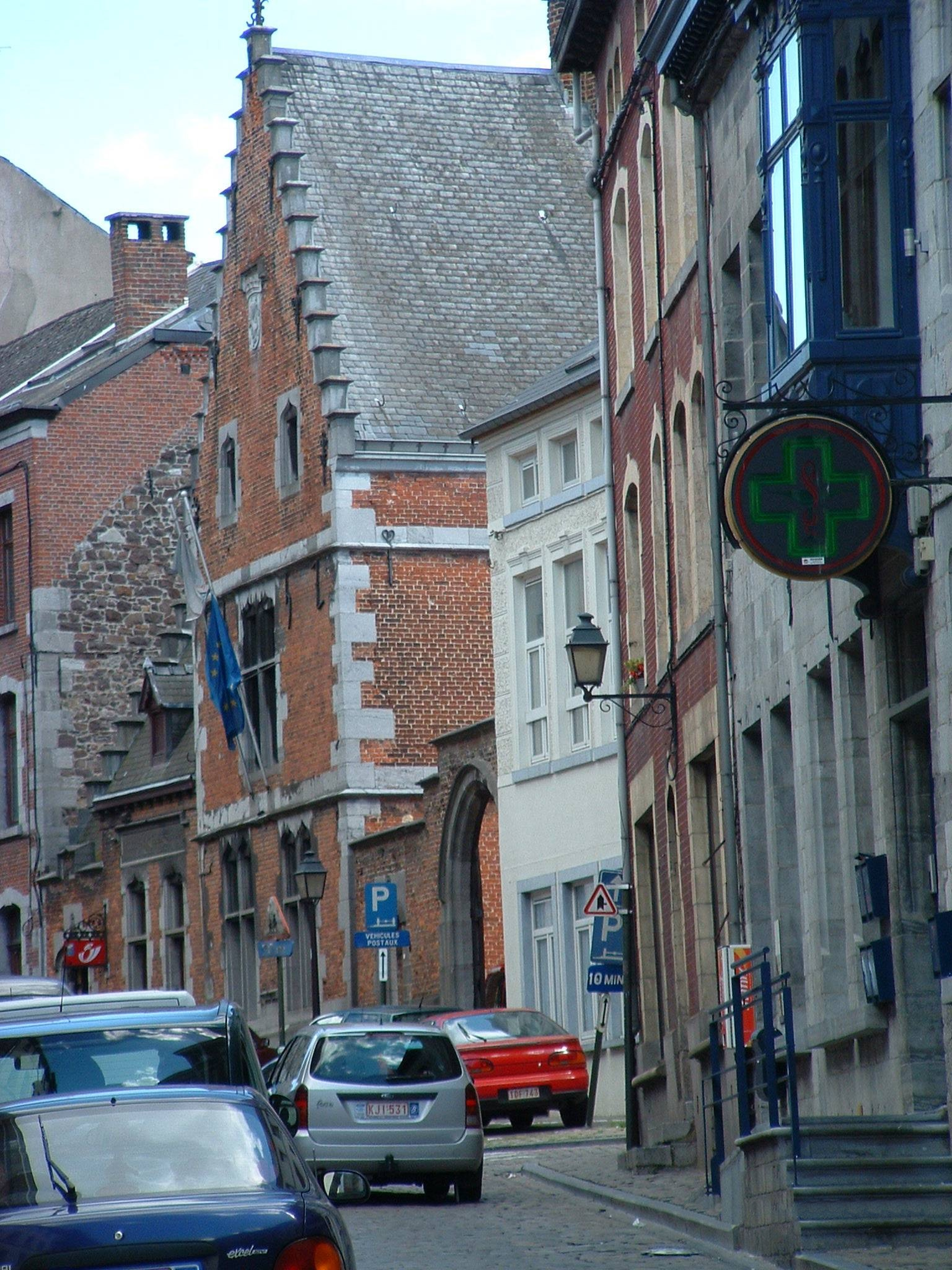
Ancien refuge de l'abbaye de Lobbes (1er moitié du XVIe siècle)[82].
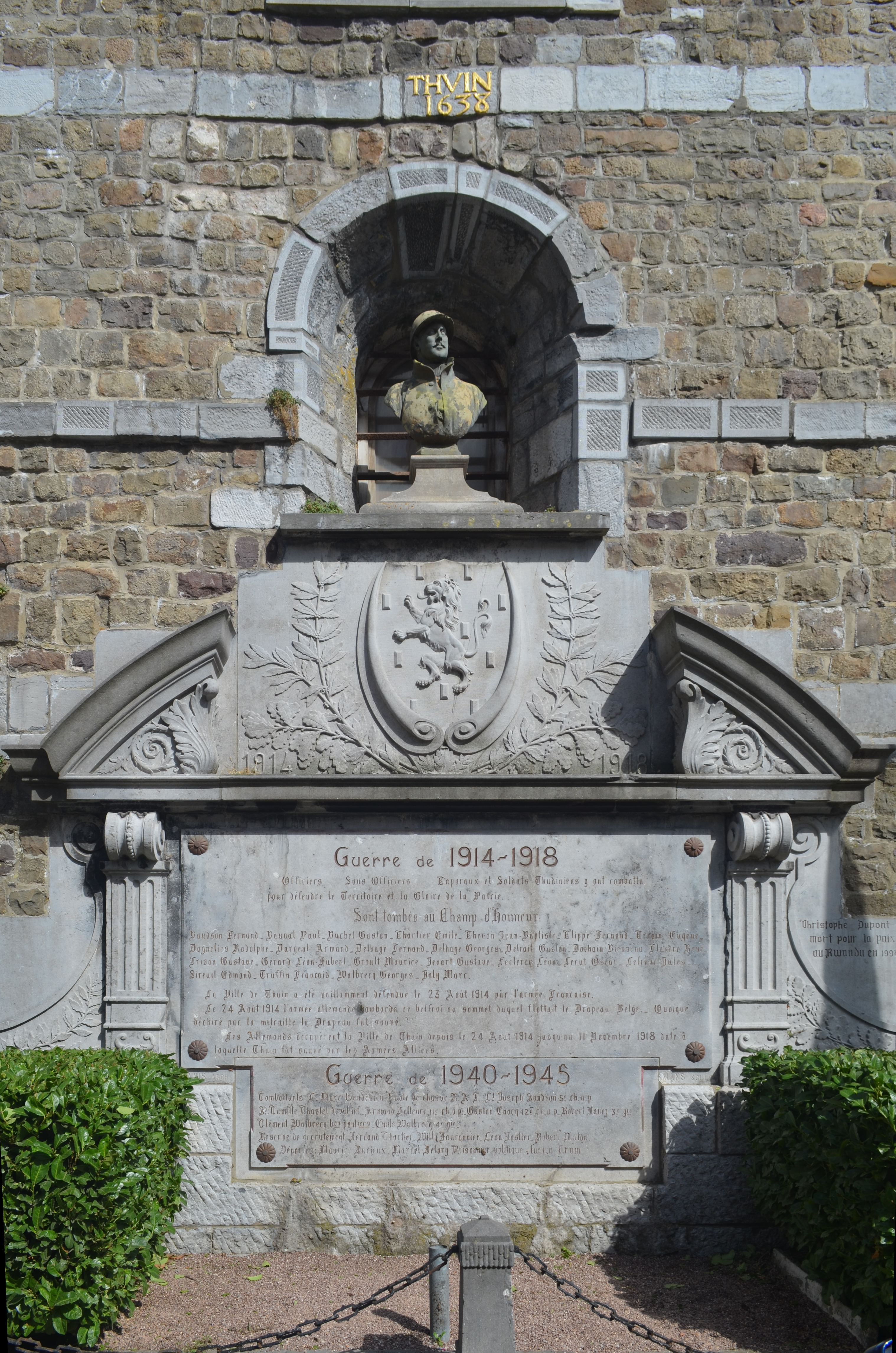
Le monument aux morts, au pied du beffroi.
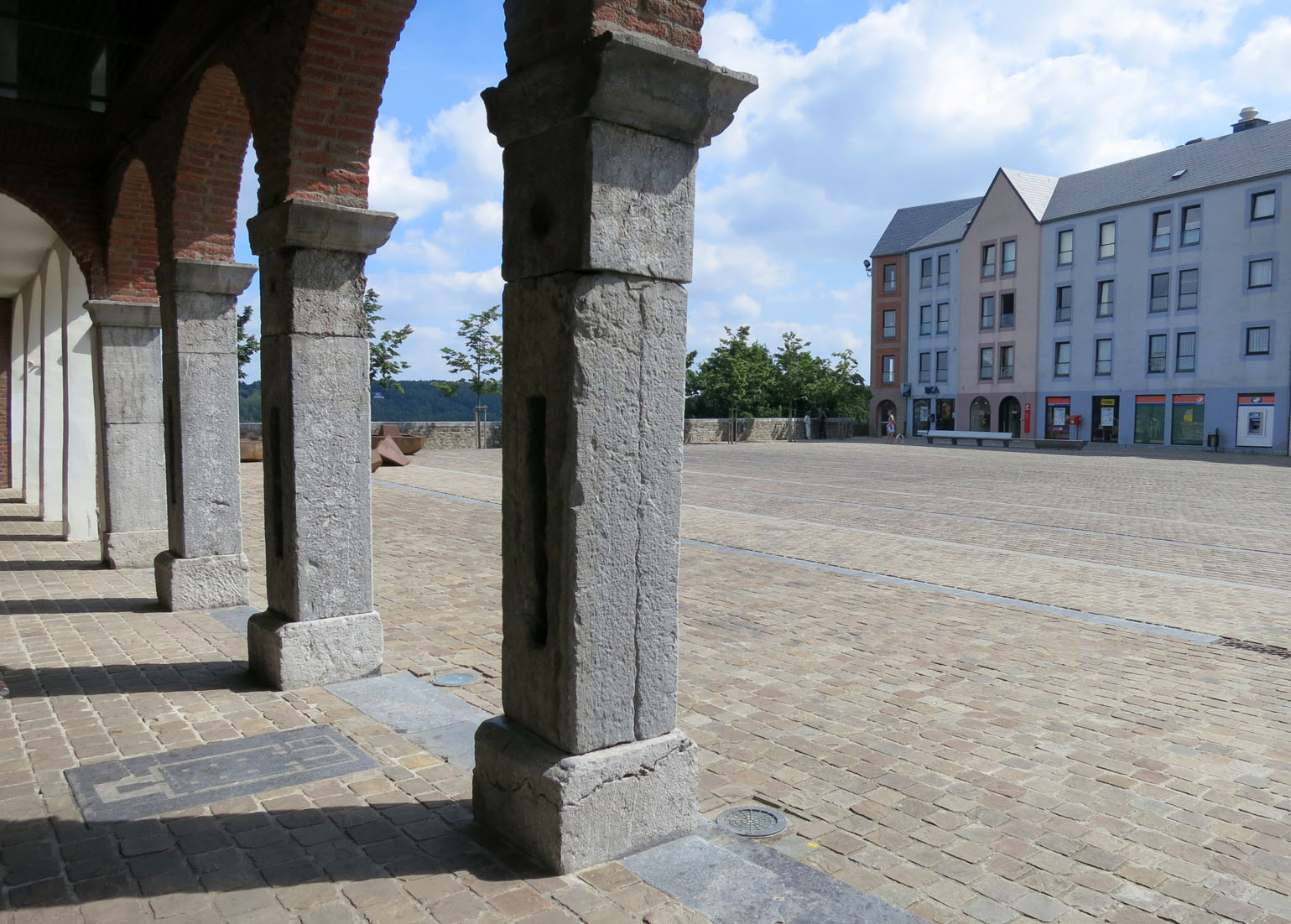
La place de la ville-haute avec la galerie au pied du beffroi qui date de la 1er moitié du XIXe siècle[83] et reconstruite dans les années 1980. La galerie est classée en 1983[39].
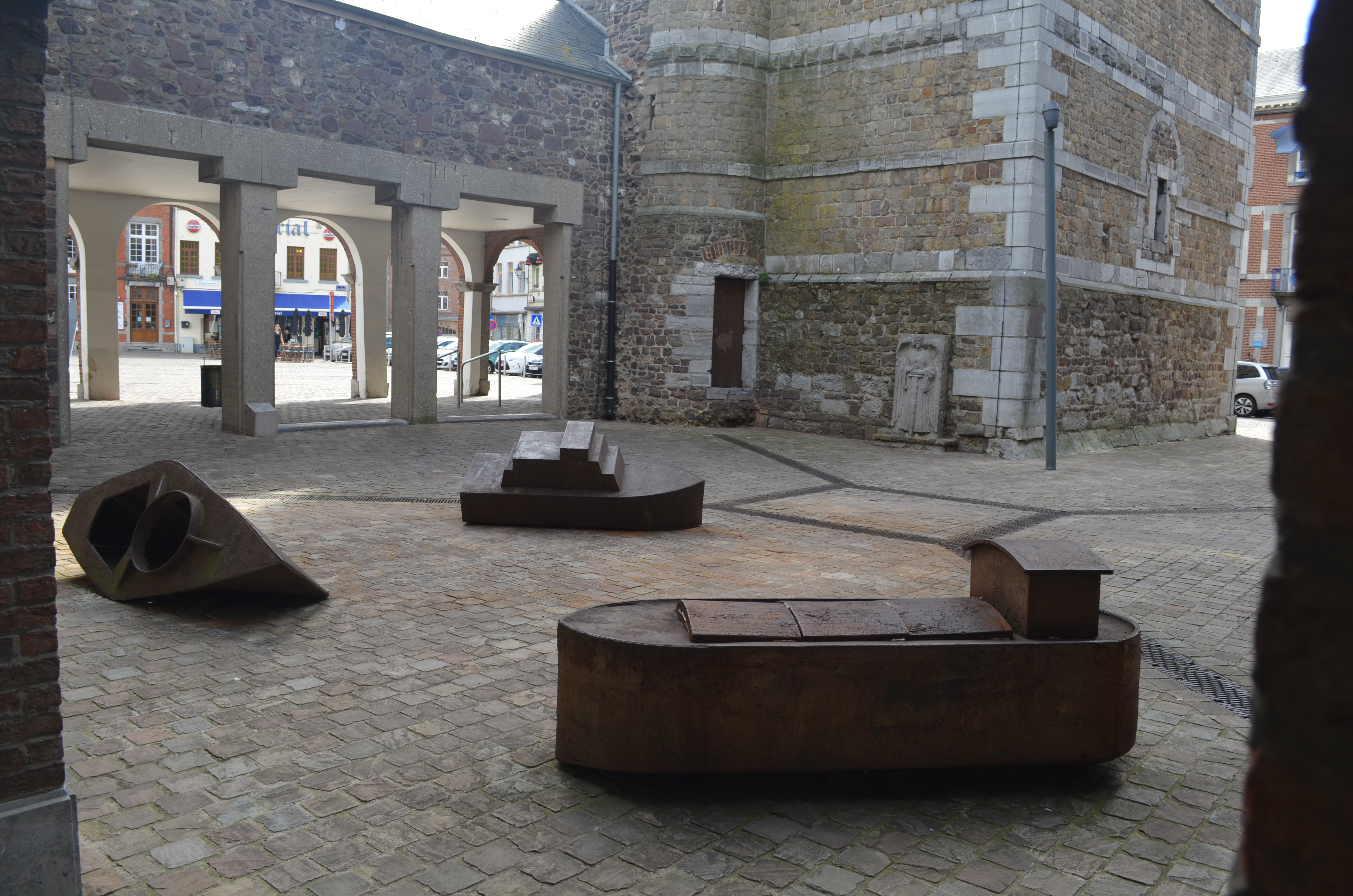
Les Gardiens du fleuve de Daniel Fauville.
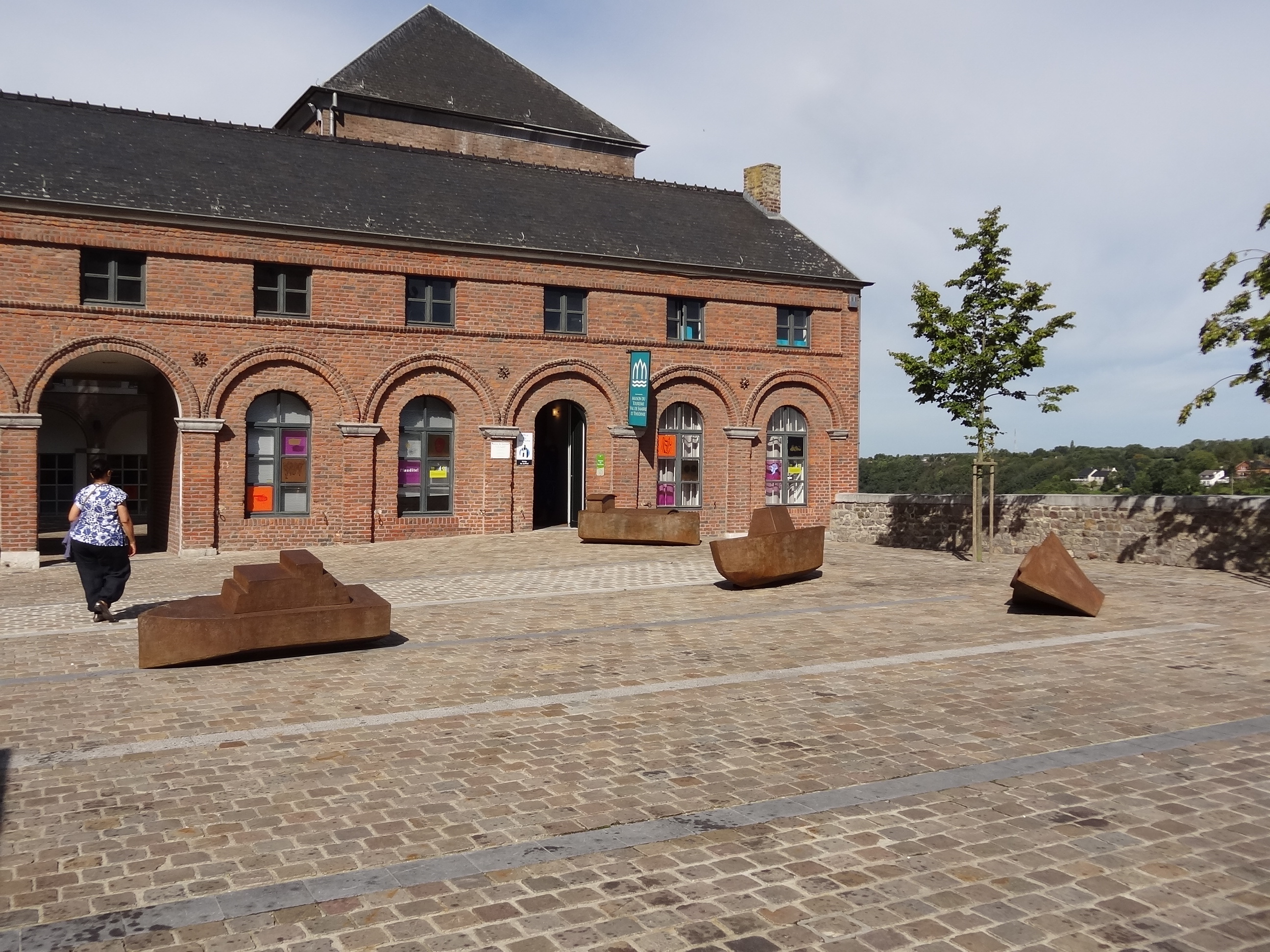
L'office du tourisme.
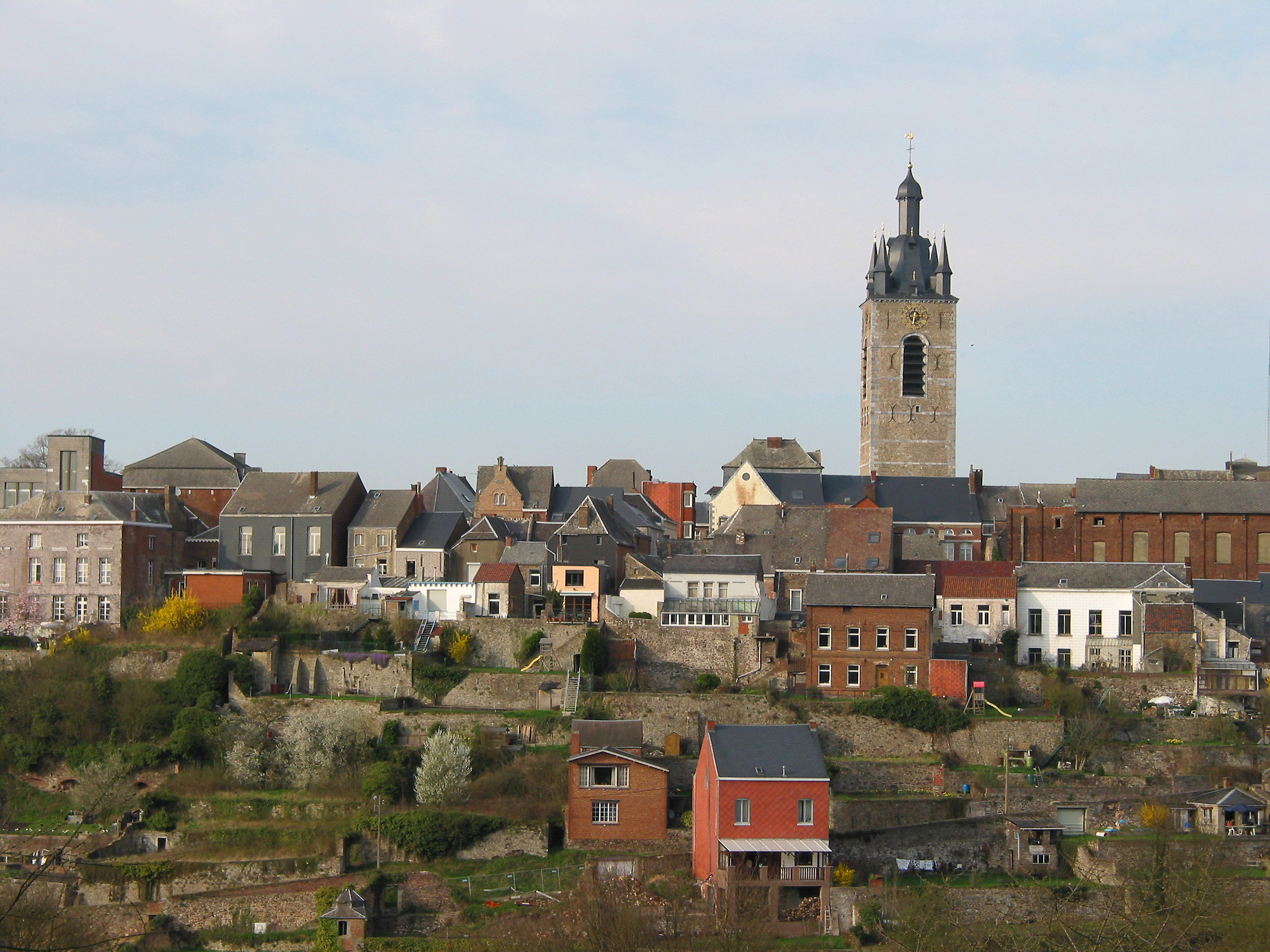
La ville-haute et le beffroi.
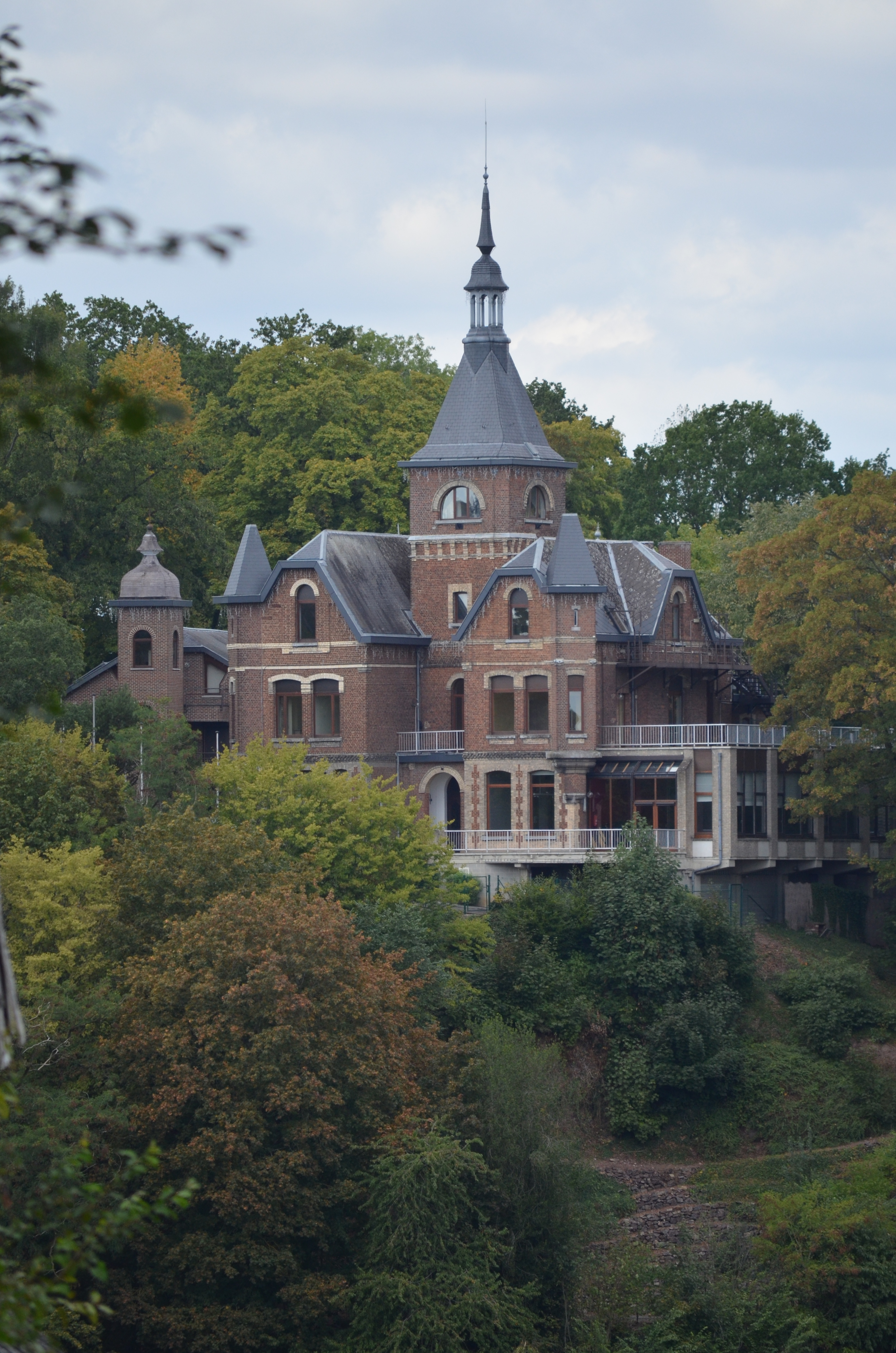
Le château Beauregard.

## Économie

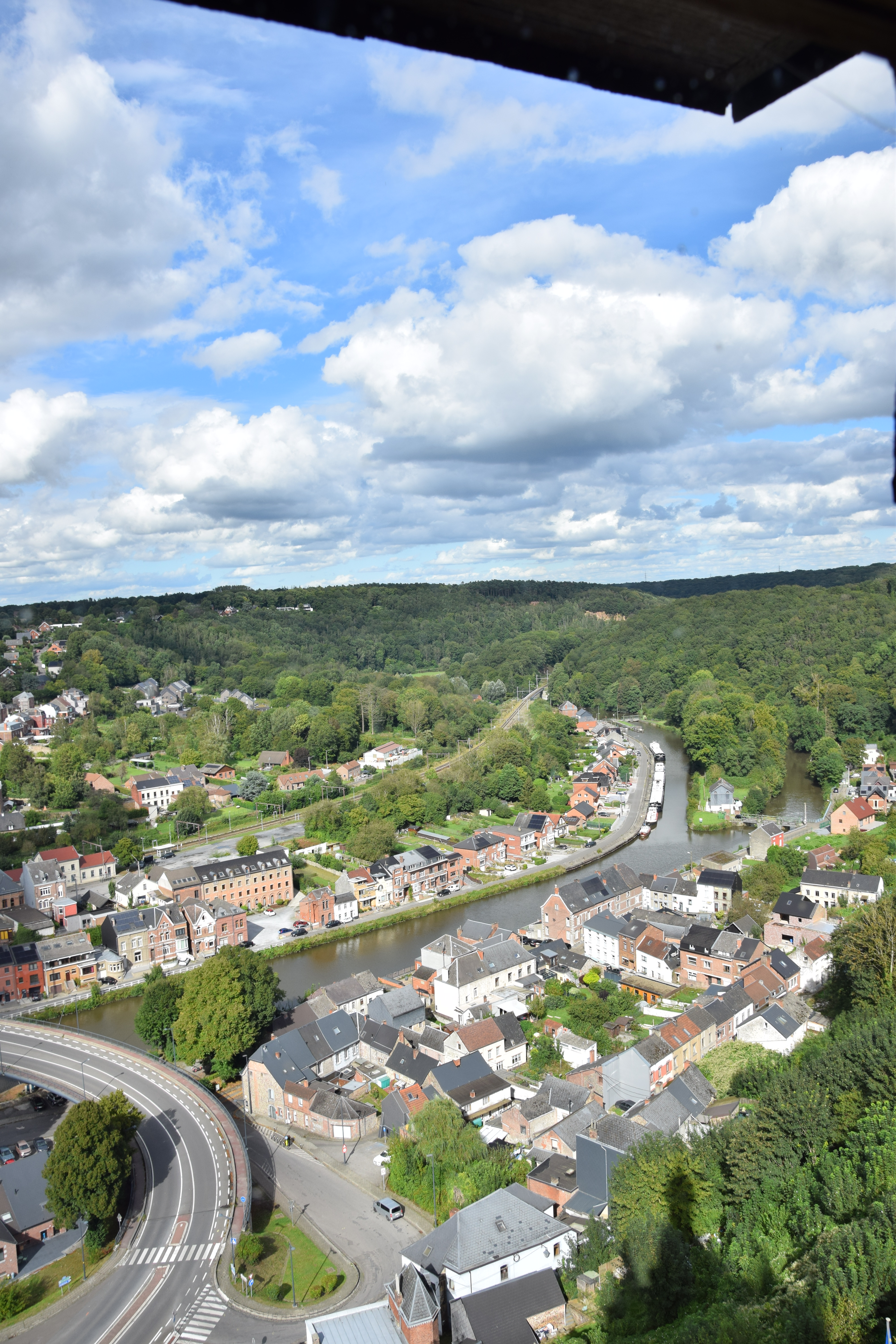
Le quartier des mariniers vu depuis le beffroi.

### Batellerie
La rive droite de la Sambre accueille, dès l'époque romaine, une petite communauté portuaire prospérant grâce au commerce. Dès 1372, voire même avant, une corporation de bateliers appelée navieurs ou naiveurs existait. Sous le régime hollandais, la Sambre canalisée est ouverte en 1829 en présence du roi Guillaume 1er des Pays-Bas. Dès 1840, deux bateliers thudiniens établissent la première liaison entre Charleroi et Paris. Le transport fluvial devient moins pénible et dangereux, ce qui entraîne une forte augmentation du trafic. Dans ce contexte, l'industrie batelière de Thuin se développe rapidement, avec l'installation d'au moins six chantiers navals sur les rives de la Sambre durant la deuxième moitié du XIXe siècle. À cette époque, Thuin devient, de manière surprenante, le deuxième port fluvial de Belgique après Anvers. Peu avant la Seconde Guerre mondiale, la ville comptait encore plus de mille cent chefs de famille bateliers parmi ses cinq mille habitants. Le quartier des mariniers à Thuin préserve vivamment la mémoire de la batellerie.

### Industries
Dès le Moyen-Âge, des moulins et de petites industries artisanales se sont installés le long de la Biesmelle, utilisant la force motrice. Au fil des siècles, une multitude de tanneries, fonderies, cordonneries, brasseries, scieries, forges, clouteries, ainsi qu'une sucrerie, une usine électrique et une scierie de marbre y ont vu le jour’… Des carrières de grès sont exploitées dès le Moyen-Âge sur la rive gauche de la Sambre, ces pierres locales étant un matériau idéal pour les constructions : églises, beffroi, remparts… Cette activité a jadis enrichi plusieurs générations de carriers et a contribué au développement des Waibes.

#### Industrie sidérurgique à Hourpes
Depuis le Moyen-Âge, le minerai de fer est exploité dans la région du Val de Sambre. Les forêts abondantes permettaient l'approvisionnement en bois nécessaire à l'activité exigeante des forges. La Sambre était utilisée pour transporter les minerais et évacuer les produits finis. À Hourpes, un premier haut fourneau aurait été construit en 1738. En 1824, Thomas Bonehill rachète l'usine et la fait entrer dans l'ère industrielle. Entre 1880 et 1914, la production atteignait jusqu'à 48 000 tonnes de fonte et 53 000 tonnes de coke par jour. À l'aube de la Première Guerre mondiale, les dirigeants et leurs 800 ouvriers refusent de fabriquer des armes pour l'ennemi, ce qui conduit les Allemands à détruire les usines en représailles. Bien que l'exploitation ait repris par la suite, elle n'a jamais retrouvé son dynamisme d'antan. Les rivalités internes entre les différents bassins sidérurgiques, motivées par des intérêts financiers, ont également contribué à cette faillite. À la veille de la Seconde Guerre mondiale, l'usine a été démontée et reconstruite près de Dublin, où elle fonctionna jusque dans les années 2000.

### Entreprises
La plupart des entreprises sont situées dans le zoning Lobbes-Thuin.
- Bidfood, service de distribution[89].
- Full Logistic Thuin SA[90].
- Drinks Distri Boissons Lobbes[91].
- Full Mazout[92].
- Intérieur et Chaleur, entreprise de chauffage[93].
- Multi-Service Découpe SA[94].
- Acos-Visoderm (laboratoire de cosmétique)[95].

### Voies de communication
Sans être un nœud de communication important, Thuin peut être rallié à l'aide de bon nombre de moyens de transport.

#### Bateau

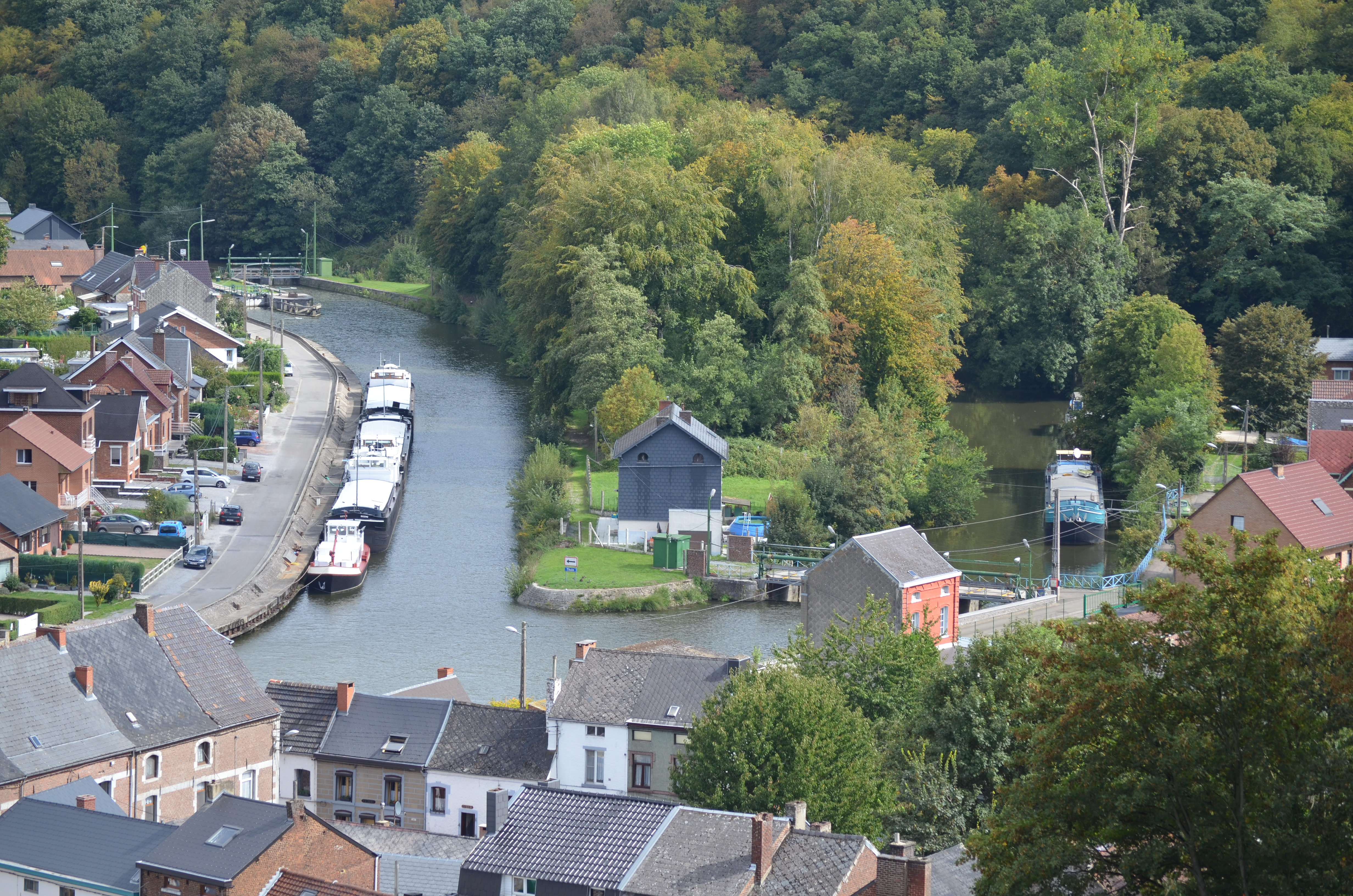
La Sambre.

La Sambre, canalisée au gabarit 38,50 m depuis 1829, traverse la ville en offrant de très jolis paysages depuis sa vallée. Quatre écluses (no 5, 6, 7 et 8) sont situées sur le territoire de la commune.
En février 2006, la navigation y est devenue anecdotique car des ouvrages d'art situés en territoire français, sur le canal de la Sambre à l'Oise, risquaient de s'effondrer. De la sorte, il était impossible d'effectuer le voyage vers la vallée de l'Oise et donc d'arriver à Paris. Les travaux de rénovation de ces ouvrages ont eu lieu entre 2019 et 2021, et la réouverture du canal a eu lieu en juillet 2021.

#### Train

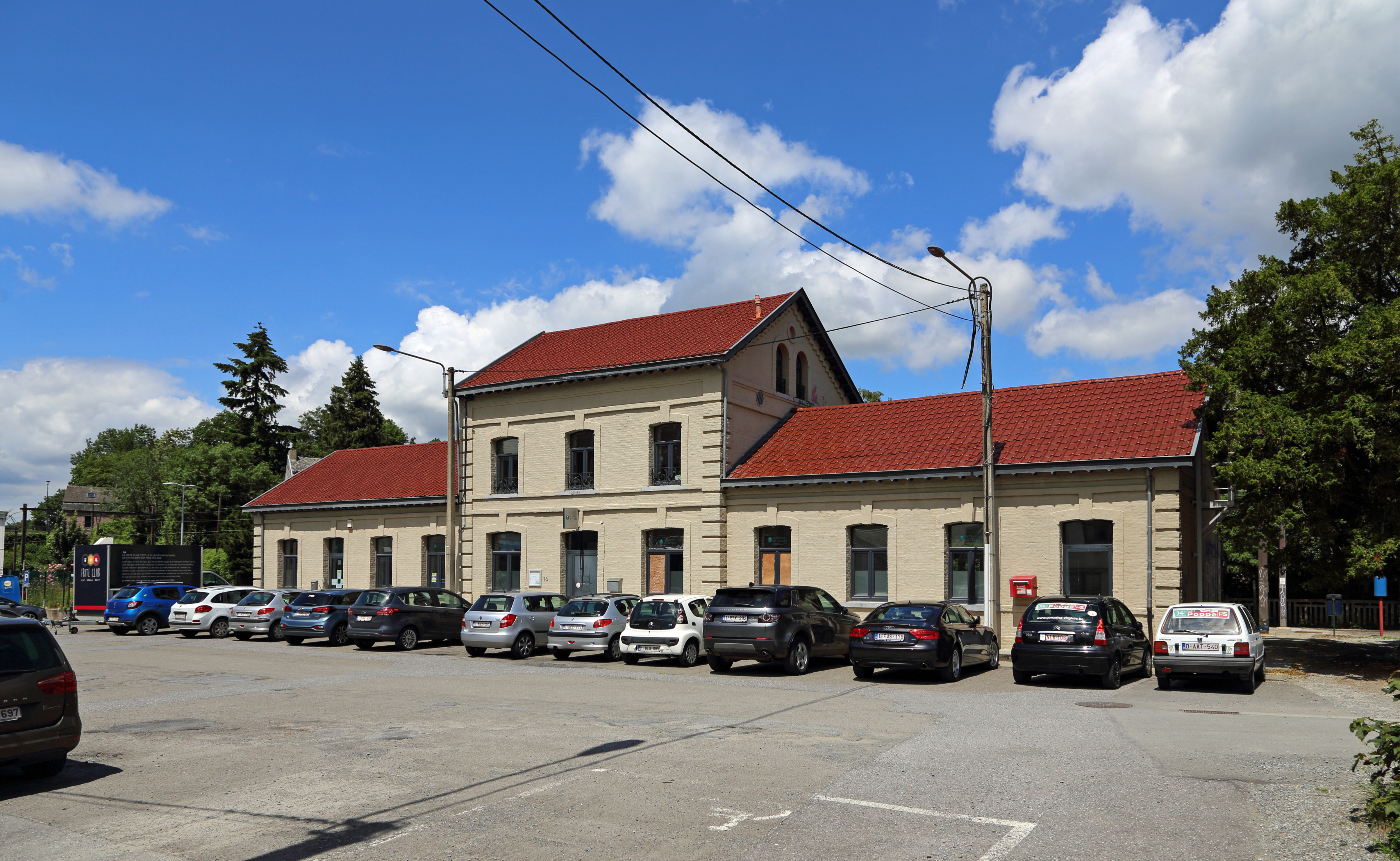
La gare de Thuin.

La ville dispose de la gare de Thuin (anciennement Thuin-Nord) sur la ligne 130A de Charleroi à Erquelinnes (frontière) et est bien desservie par ce moyen de transport. Cette ligne fut ouverte en 1852 et fut électrifiée en 1962. Voici peu de temps encore, avant l'apparition du Thalys, elle servait aux relations ferroviaires entre Paris, le sillon Sambre-et-Meuse et l'Allemagne du Nord.
Jusqu'au milieu des années 1960, la ville disposait également d'une autre gare (Thuin-Ouest) qui était desservie par la ligne 109 (Mons-Chimay). Cette ligne fut ouverte à l'exploitation complètement en 1882. Le 15 juin 1964, la ligne 109 a été fermée définitivement.

#### Routes

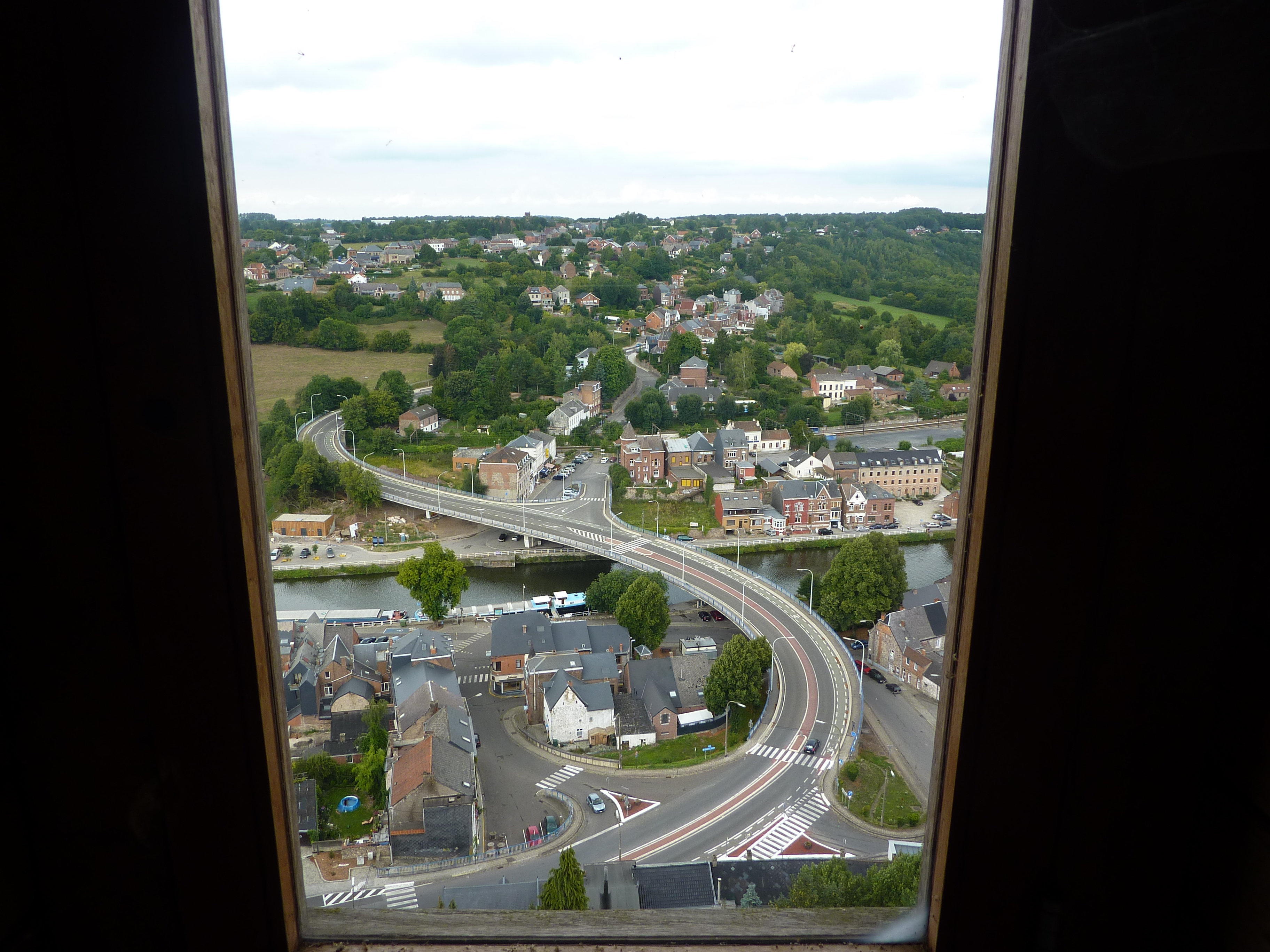
Pont au-dessus de la Sambre pris du beffroi.

Thuin se trouve sur la nationale 59 (Seneffe-Gozée), qui rejoint à Gozée la nationale 53 reliant Charleroi à Chimay. Abordant la ville par le côté Nord, la route doit traverser la vallée de la Sambre pour rejoindre le plateau Sud où se situe le centre de la ville haute. Autrefois ce passage s'effectuait par une route en lacets, par un passage à niveau et par un pont à tablier ridiculement étroit sur la Sambre, occasionnant ainsi des embouteillages quotidiens importants en même temps que des difficultés de navigation dangereuses quand la Sambre était en crue. Depuis la fin des années 1960, un pont en « S » enjambe la voie ferrée et le cours de la rivière.

#### Chemin de fer vicinal (tramway)

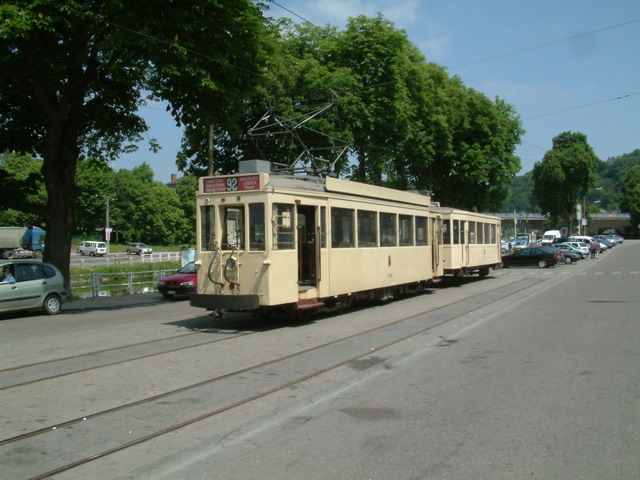
Un des trams de la ligne touristique exploitée par l'ASVi.

Thuin possède un tramway historique qui rejoint Lobbes. En outre, un musée du tramway est implanté sur le site de l'ancienne gare de Thuin-Ouest, près du terminus de la ville basse. Cette voie étroite est l'un des ultimes reliquats du vicinal qui autrefois couvrait toute la Belgique. Ce tramway touristique est géré par l'ASBL ASVi (Association pour la Sauvegarde du Vicinal).
Deux lignes de tram avaient leur terminus sur la place de la Ville-Basse : 
- la ligne 92 (Charleroi Eden-Marchienne-Fontaine-l'Évêque-Anderlues-Jonction-Lobbes-Bonniers-Lobbes-Thuin) ;
- la ligne 91 (Anderlues-Lobbes-Thuin). Le numéro 91 a été conservé comme numéro de ligne de substitution en autobus Tec (Chapelle-lez-Herlaimont-Piéton-Anderlues-Lobbes-Thuin-Gozée-Montigny-le-Tilleul).
- Le 31 décembre 1983, dernier jour du tram régulier.

### Santé
Maison de repos : Home Le Gai Séjour, drève des Alliés.

## Sports

### Clubs
- Badminton : Les Fous du Volant Thudiniens.
- Basketball : Rapido Basket Club Thuin-Lobbes.
- Football : RJS Thuin, RRFC Gozée.
- Tennis : Tie Break Thudinien, Tennis club de Thuin.
- Tennis de table : RCTT.
- Golf : Ragnies Golf Club.

### Infrastructures sportives
- Stade Roger Langelez, rue Crombouly.
- Hall polyvalent Centre sportif local de Thuin, route de Thuin, à la limite avec Gozée.
- Courts de tennis, rue du Laid Pas et rue de Biesme.
- Terrain du RRFC Gozée, rue Armand Bury.
- Complexe sportif Shape&Go - Arena, rue de Donstiennes à Thuillies.

### Evénements sportifs
Des joutes nautiques y sont organisées chaque été.

## Divers

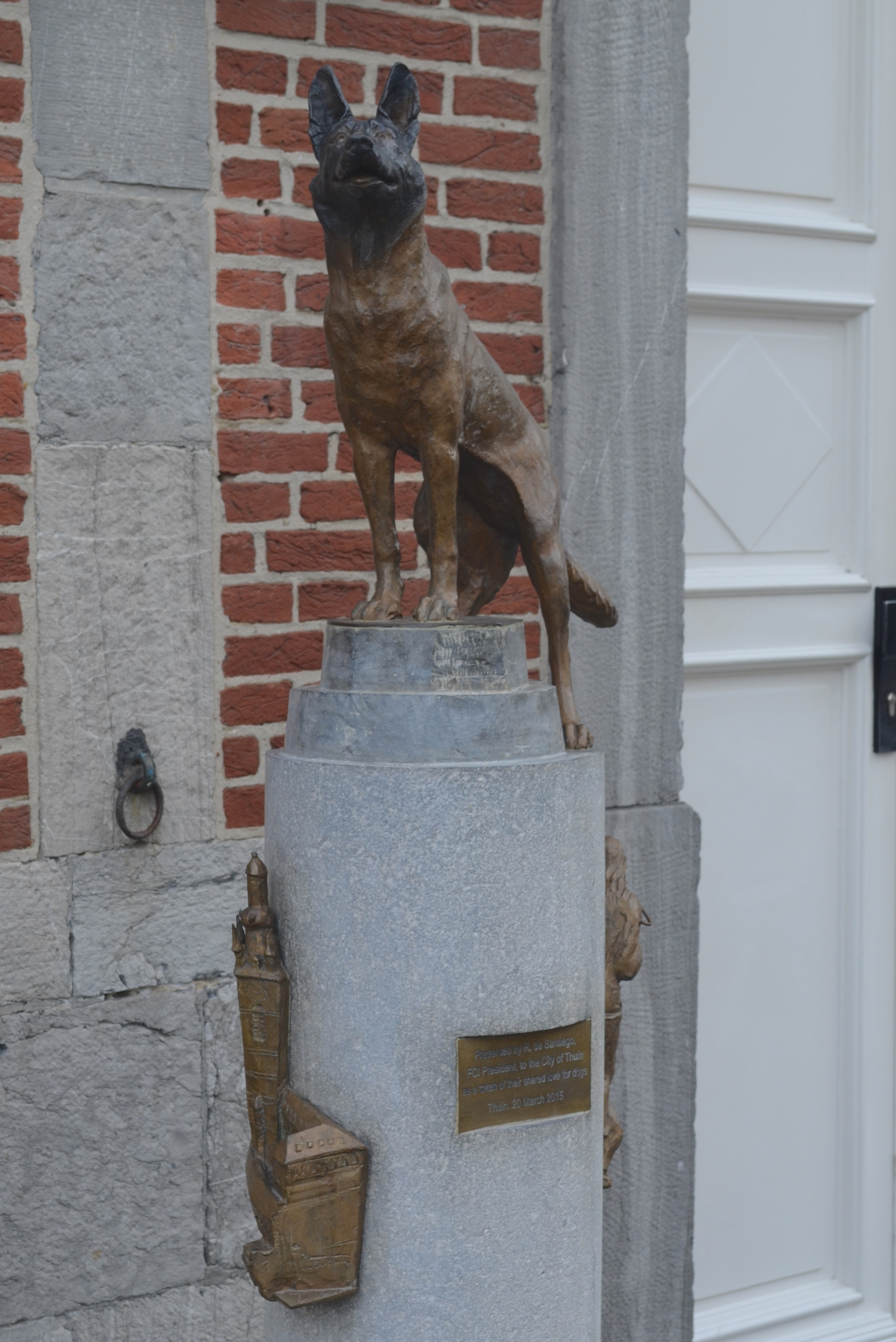
Monument devant la maison de la Fédération cynologique internationale.

Thuin est aussi le siège de la Fédération cynologique internationale et de l'Union Royale des Sociétés de Tir de Belgique.

## Personnalités
- Jean-Baptiste Chermanne (1704-1770) : architecte et bourgmestre-régent de Thuin ;
- Théo Van Rysselberghe (1862-1926), peintre pointilliste y séjourne en 1889, dans la maison de campagne que ses beaux-parents louent dans une dépendance de l’Abbaye d’Aulne[100];
- Maurice des Ombiaux (1868-1943) : homme de lettres et gastronome ;
- Léon Losseau (1869-1949) : avocat, collectionneur, numismate, bibliophile et mécène belge, né à Thuin ;
- Jules Cran (1876-1926) : peintre, né à Thuin ;
- Georges Cuisenaire (1891-1975) : enseignant à Thuin et inventeur de ses fameuses réglettes en couleur ;
- Joseph Colmant (1903-1944) : médecin et grande figure de la résistance belge ;
- Roger Foulon (1923-2008) : écrivain ;
- Paul Furlan (1962-2023) : ministre wallon des Pouvoirs Locaux et bourgmestre de Thuin.